# لباس تقليدي جزائري

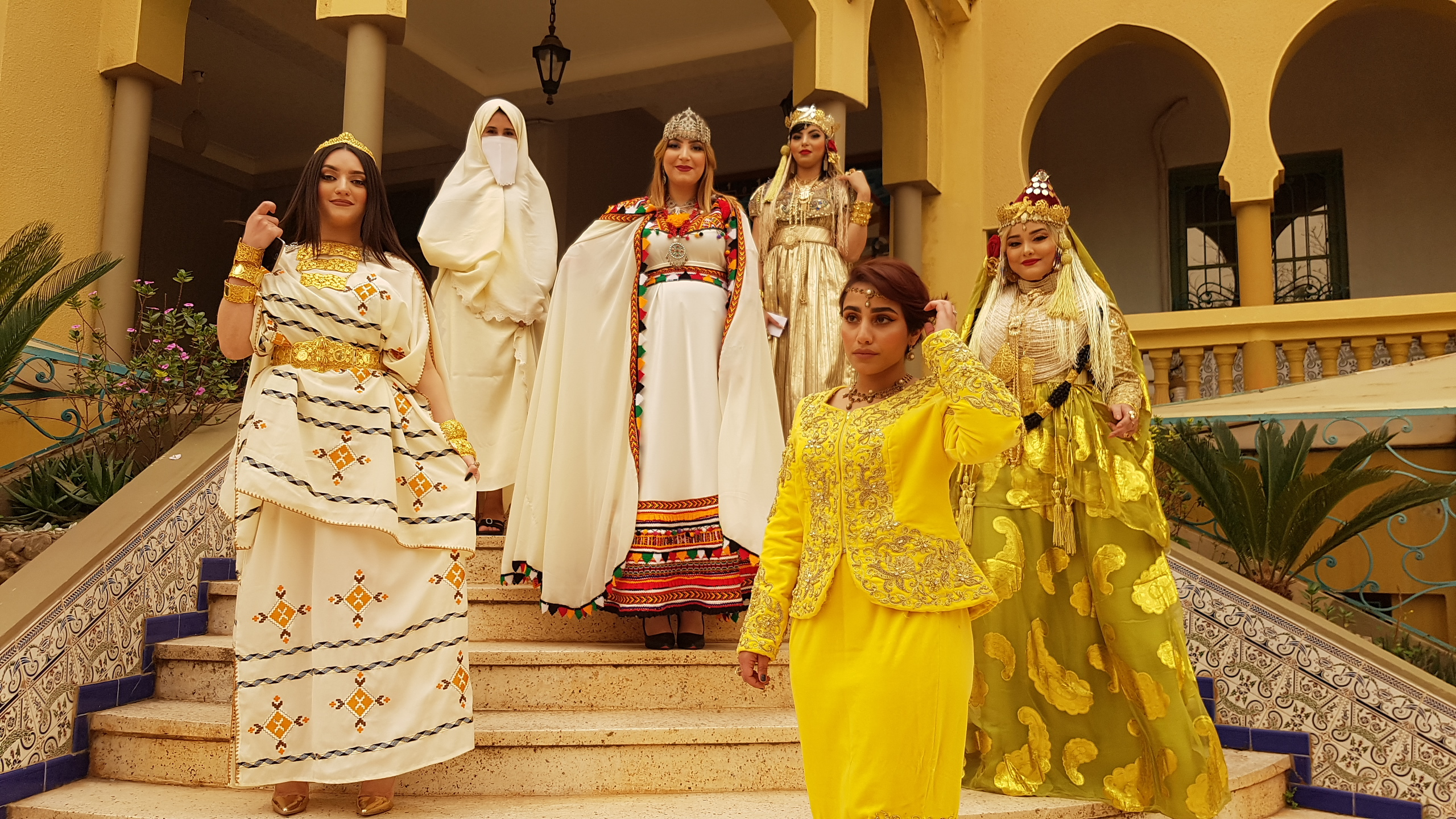
اللباس الجزائري التقليدي

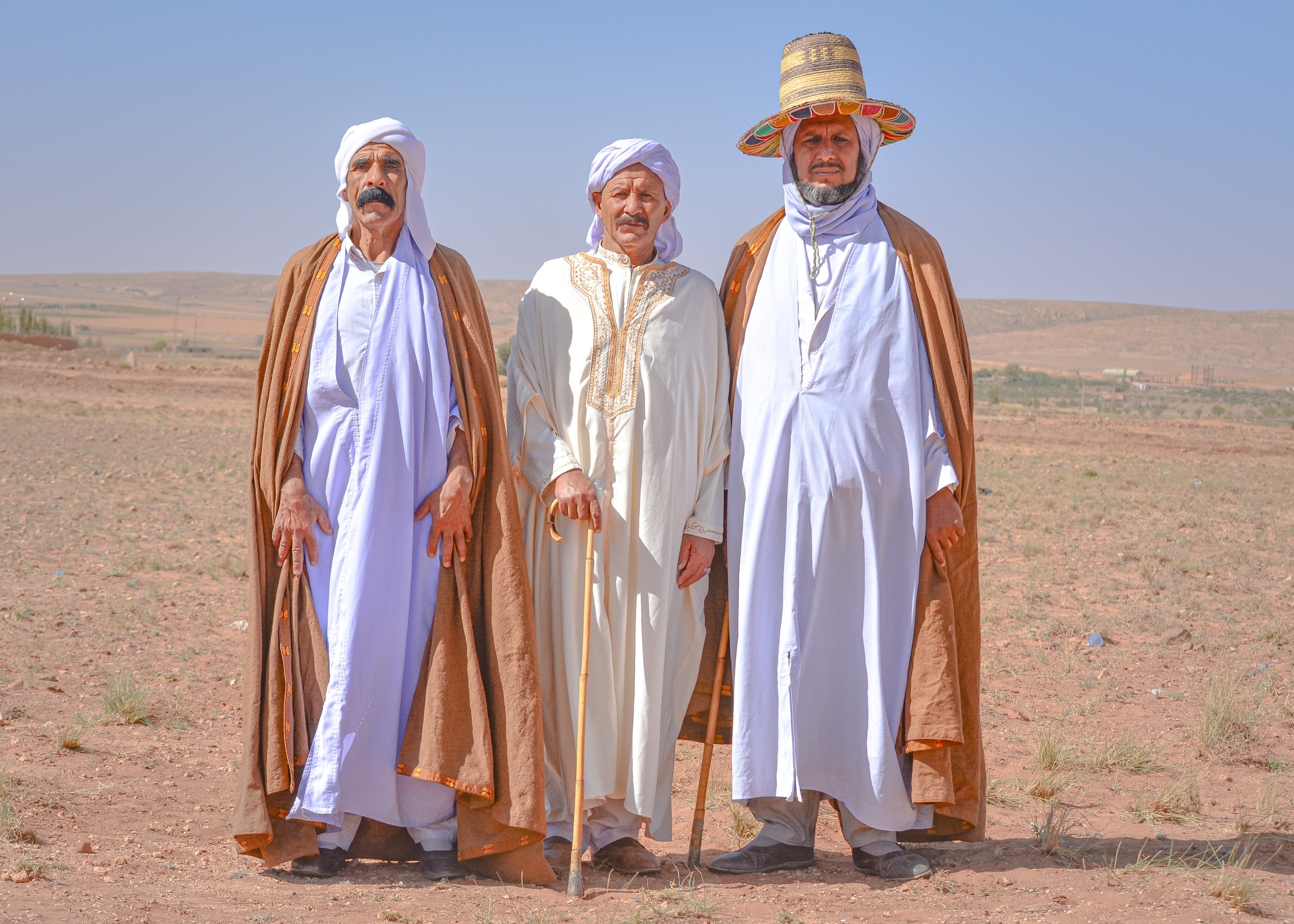

اللباس التقليدي الجزائري، هي مجموعة الألبسة التي توارثها وحافظ عليها الجزائريون جيلا بعد جيل، تلبس بالأخص في المناسبات كالأعياد والأعراس وحفلات الختان. يعتبر اللباس التقليدي الأصيل من المقومات الثقافية التي تبرز مدى تمسك الفرد الجزائري بهويته وتراثه الضارب في عمق الحضارة. يمكن للمرء أن يميز الأزياء الحضرية من الجزائر العاصمة وضواحيها، وتلك من الشرق حول قسنطينة وعنابة، وتلك من الغرب حول وهران وتلمسان. وأخيرا، هناك أزياء ريفية من منطقة شاسعة، بما في ذلك منطقة القبائل والأوراس والأطلس الصحراوي ومزاب والصحراء العميقة.

## القفطان الجزائري
القفطان الجزائري عبارة عن عباءة أو ستر طویلة تصل إلى الركبتین وأكمام واسعة طویلة تصل إلى الكوع تلبس فوق ملابس أخرى ویختلف من شخص إلى أحدث ومن منطقة لأخرى في التطریز والشغل الیدوي وكان في السابق كان ارتداؤه حكراً على الرجال من الأمراء والسلاطين فقط، ليصبح متاحاً للعامة في عهد العثمانيين، ويغدو أكثر شهرة وشيوعاً بين الجزائريين؛ حيث ترتديه اليوم النساء والرجال ولكل طراز هو منه ما یلبس للنساء، وقد ظھر القفطان الجزائري في الجزائر نتیجة للمد الإسلامي وخاصة في عھد الدولة العثماني ولم یكن في تراث الجزائر قبل ھذا والقفطان الجزائري صار الزي الشعبي في بعض المدن الجزائریة حتى الآن منھا تلمسان، الجزائر العاصمة، وھران، البليدة.

## الحايك
يلبس الحايك في الجزائر عند نساء الوسط الجزائري في العاصمة ونواحيها (بومرداس، تيبازة....) و في ( بوسعادة، الأغواط، غرداية....) حيث يسمة قمبوز والغرب الجزائري (تلمسان، وهران...) ويدعى في الغرب غالبا بالكساء أو «الكسا» دون همزة متطرفة لكون الجزائريبن يحذفون الهمزة المتطرفة في كلامهم جريا على قاعدتهم في تخفيف الهمزة.

## البرنوس

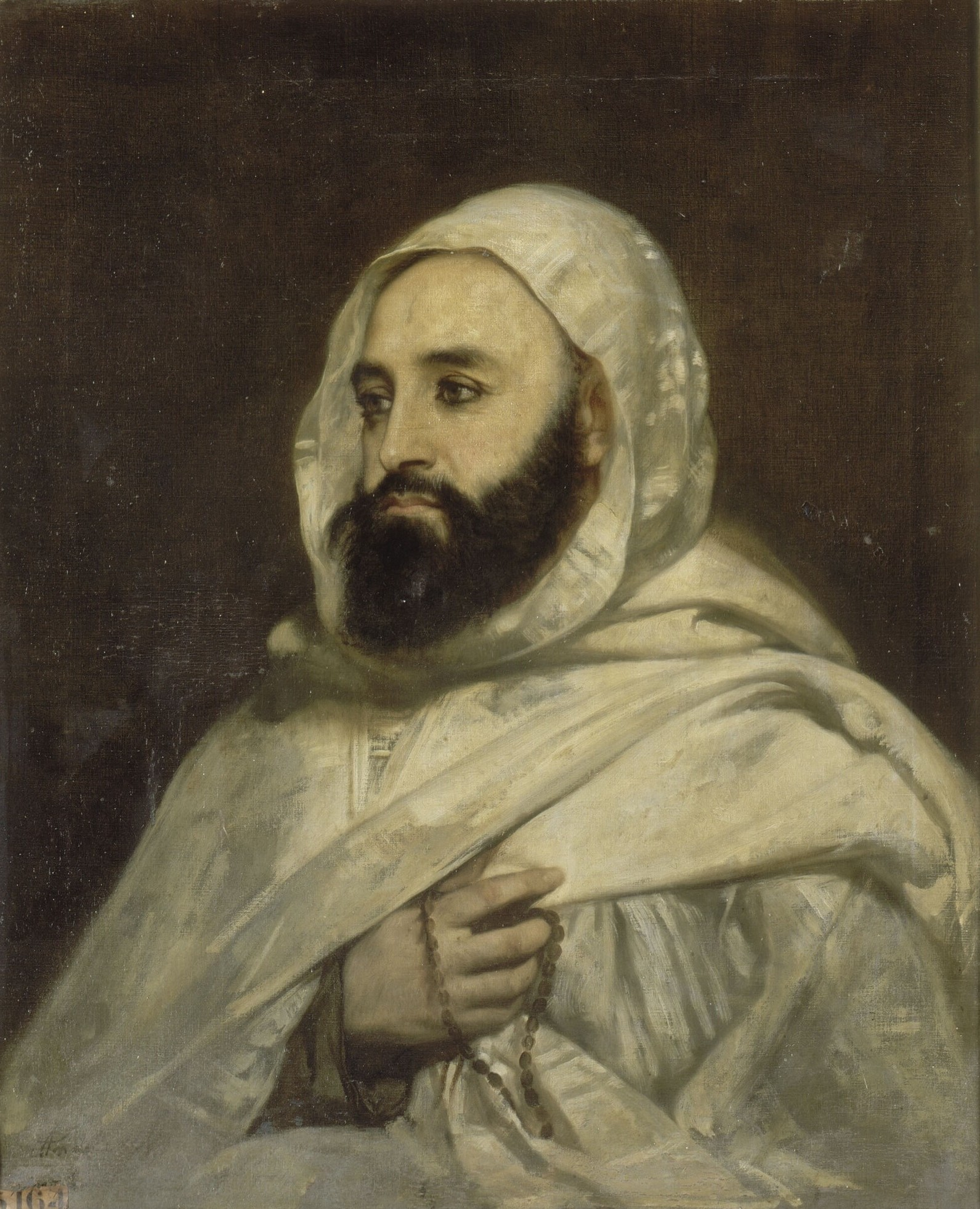
البرنوس

يمكن اعتبار البرنوس زي وطني، يأتي على شكل معطف فضفاض بلا أكمام يغطي الرأس، يصنع بالصوف. يصنع بأشكال وتصاميم مختلفة وتطريزات متنوعة خصوصًا التي ترتديه النساء.

## القشابية

شباب من مدينة آريس يرتدون القشابية

شبيه بالبرنوس من حيث المفهوم لكن يأتي بأكمام، مصنوع من الصوف الأبيض أو البني.

## اللباس التقليدي القسنطيني

### القندورة القسنطينية
«قندورة القطيفة» المطرزة بالخيوط الذهبية ترتديها النساء القسنطينيات خلال حفلات الزفاف والختان. والذي يطلق عليه عادة «القندورة القسنطينية» أو قندورة الفرقاني تكريما لعائلة فرقاني الرائدة في مجال الخياطة بقسنطينة وهي القندورة التي لا غنى عنها في جهاز عرائس قسنطينة. وهي عبارة عن فستان طويل من المخمل (القطيفة) دون طوق وذو أكمام قابلة للإزالة أصولها من ذلك «الاختلاط» الثقافي الذي شهدته مدينة الصخر العتيق منذ عدة عصور فهي تطرز بخيوط ذهبية وفق «تقنية المجبود». ولحقت بهذا الزي، الذي كان لونه في السابق يقتصر في العادة على الأحمر الخمري، عدة تغييرات لاسيما ما يتعلق بتنوع الألوان وأشكال التطريز حيث أضحى بإمكان العروس الآن الاختيار بين ألوان الأخضر والأزرق النيلي والبنفسجي.
وتتطلب عملية تجهيز هذه القندورة الخضوع لعدة قواعد معينة حيث يتعين اختيار رسم نموذجي ثم وضعه على جلد مدبوغ ليتم بعد ذلك نقش الرسم على ذلك الجلد ويلصق بعدها بواسطة غراء ويترك. ثم تأتي المرحلة الأخيرة وهي عملية التطريز بخيط «المجبود» ويغطي هذا التطريز الذي عادة ما يكون عبارة عن زخرفات تأخذ شكل ورود وفراشات وعصافير كامل القندورة وذلك حسب الأذواق كذلك. وتتميز القندورة التقليدية القسنطينية التي يمكن أن يستغرق تحضيرها سنة بأكملها بتقسيمها إلى ثلاثة أجزاء وهو ما يعرف محليا ب«الخراطات» وهي الوسيلة الوحيدة التي تجعلها تأخذ شكل واسع الفتحة (ضيقة من الأعلى وواسعة من الأسفل). ويتعين أن ترتدي القسنطينيات مع هذه القندورة حزاما يتكون من عملات ذهبية بقيم مختلفة يطلق عليها «المحزمة اللويز».
ويختلف سعر هذا الفستان وفق ما تحمله من تطريز حيث يتراوح سعر القندورة المنجزة عن طريق تقنية المجبود بين 50 ألف و 100 ألف دينار جزائري وقد يتعداه أحيانًا أخرى.

### الملاية

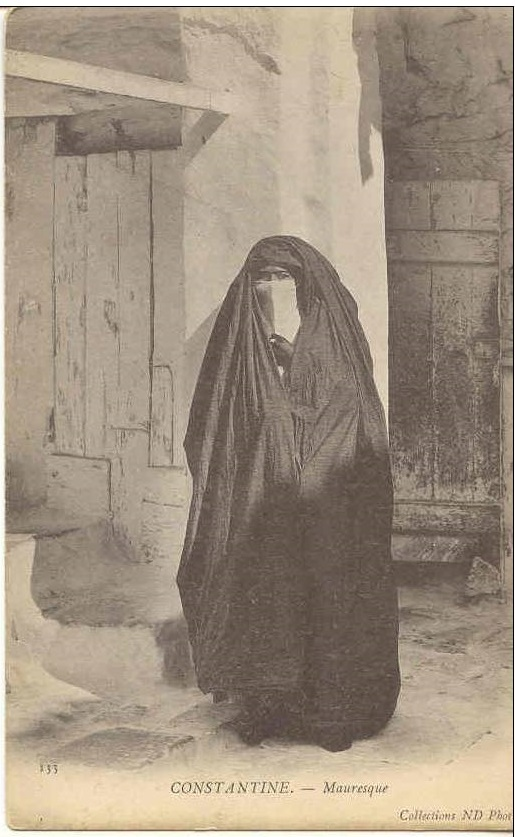
امرأة من قسنطينة (الجزائر) ترتدي الحجاب "الملاية"، على الأرجح، في أواخر القرن التاسع عشر.

الملاية هي حجاب مكون من قطعة واحدة من القماش تلتحف به المرأة عند خروجها من المنزل ويكون عادة مصحوبًا بالعجار (النقاب).

## اللباس التقليدي التلمساني
وهناك العديد من الأزياء، حيث يأتي لباس الشدة في المقام الأول وهو يعتبر الأكثر تمثيلا للباس التلمساني، وهو اللباس الرسمي للعروس، ثم الرداء وهو أخف من الشدة. والقفطان والذي يلبس في كل الأنحاء الغربية للمغرب العربي. وفي الأخير بلوزة سيدي بومدين والتي تسمى أيضا البلوزة الوهرانية.

### الشدة

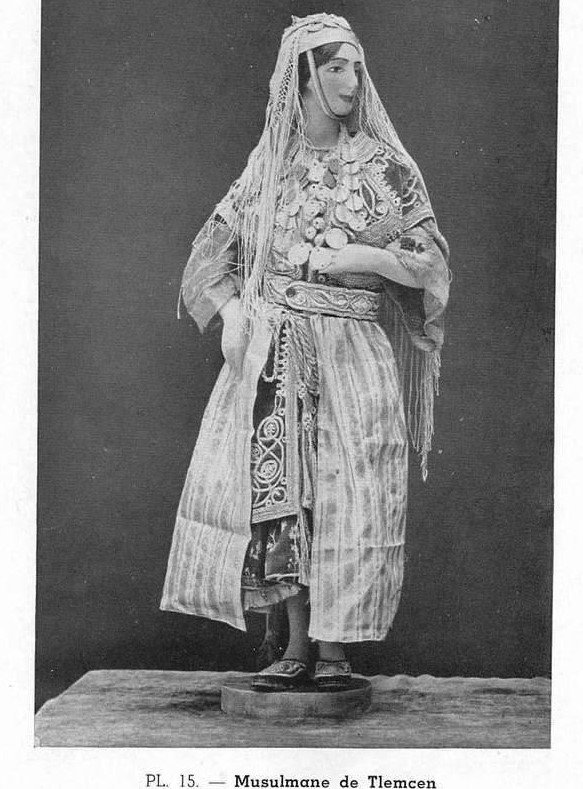
تمثال عرض يمثل امرأة مسلمة من تلمسان، معروض في متحف باردو بالجزائر العاصمة في الخمسينيات.

الشدة التلمسانية هي لباس أميري. يتألف من: فستان من حرير واسع الأكمام ومصنوع من قماش رقيق شفاف منمق بحبات من اللؤلؤ، ومرصع بالبرقة والدانتيل المطرز. في الأعلى تاج مخروطي مطرز بالفتلة (خيط الذهبي يصنع في تلمسان) ويغطى الجزء السفلي من التاج بقلادة من الذهب مزينة بالأحجار الكريمة والذي يدعى بالزروف وفي الأعلى تماما يوجد الجبين. والأقراط الكبيرة مخرزة تسمى بالقرصة..

### اللباس
وفيما يتعلق باللباس ذاته، يتكون من ثوب طويل مصنوع من قماش شفاف ولامع يسمى بالرداء ثم تضع النساء ثوب آخر من الحرير مطرز بخيوط من ذهب. ثم يوضع حول الخصر منديل يدعى بالمثقلة والذي يتميز بخطوط عريضة مذهبة -ومصنوعة كذلك في تلمسان - وفوق هاته الملابس يأتي قفطان قصير المعمول بالفتلة ومرصع بأنواع شتى من المجوهرات واللآلئ التي تغطي منطقة الصدر والذي يدعى بالجوهر.

### فستان الزفاف
تم إدراج فستان الزفاف التلمساني والعادات والتقاليد والمهارات الحرفية المرتبطة به ضمن قائمة اليونسكو للتراث العالمي اللامادي سنة 1912، وذلك تحت عنوان:«العادات والمهارات الحرفية المرتبطة بزي الزفاف التلمساني» وهي عادات تقضي بأن ترتدي العروس بحضور أهلها وصديقاتها المدعوات فستاناً تقليدياً من الحرير الذهبي اللون. وتُزين يداها بأنواع مختلفة من نقوش الحناء كتعبير عن الفرح، ثم تأتي امرأة أكبر سنا، غالبا ما تكون إحدى قريباتها لتساعدها على ارتداء قفطان مخملي مطرز بشكل فني وجمالي، وعلى وضع الحلي وتاج مخروطي. وهذه المهارات الحرفية في صناعة هذا النوع من الأزياء الجميلة المرتبطة بزي الزفاف التلمساني المميز والعادات المرتبطة به نقلت من جيل إلى آخر.

## البلوزة الوهرانية
هي لباس تقليدي جزائري خاص بمنطقة الغرب الجزائري أو ما يسمى بالقطاع الوهراني، ظهرت في القرن السادس عشر وهي تمثل عراقة وهوية المرأة بالمنطقة مستوحاة من بلوزة سيدي بومدين. وتعد البلوزة الوهرانية من أحب الألبسة لقلب العروس في منطقة الغرب الجزائري إلى جانب الشدة التلمسانية وبلوزة المنسوج، وتكون البلوزة حاضرة في تصديرة العروس والأفراح، أخذ اللباس شهرة واسعة ورواجا كبيرا لدى السيدات حتى انتقل إلى الحدود الغربية للوطن وبالتحديد مدينة وجدة، حيث لا تستغني نساء وجدة عن بلوزة وهران. وهو فستان مرصع بالأرابيسك المذهب والأحجار اللاّمعة وبصدر يكون مفتوحاً إلى غاية الأكتاف والأكمام تكون عادة قصيرة.تطورت البلوزة مع مرور الزمن وتطورّت تصاميم الجزائريات لهذا اللباس التقليدي العريق.

## اللباس التقليدي العاصمي

### الكاراكو الجزائري العاصمي

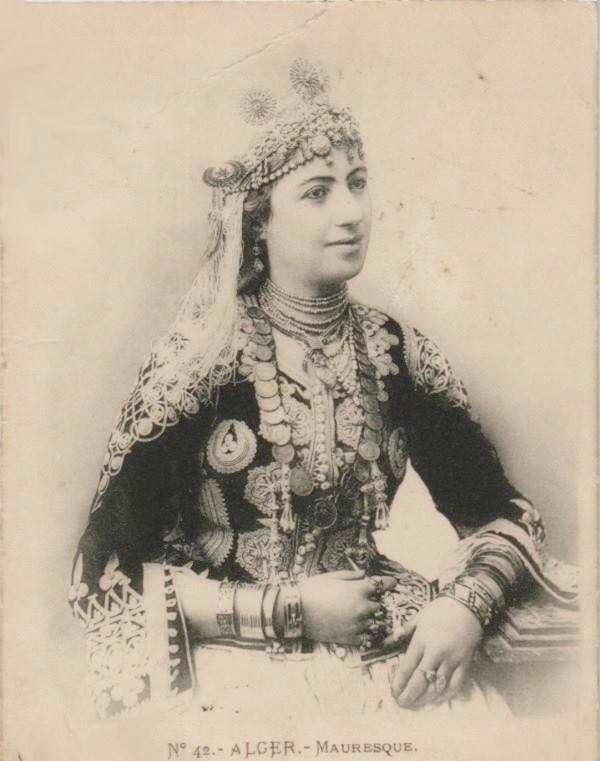
امرأة من الجزائر العاصمة، ترتدي "الكاراكو"، تسعينيات القرن التاسع عشر

هو اللباس الذي يجمع كل الجزائريات في قالب جمال واحد، حيث يصنع ويلبس في جميع أنحاء مناطق الجزائر، كما أصبح يعرف باللباس الأسطوري ويُقيم كتحفة أثرية تتوارثه النساء والجدات من جيل إلى جيل. وللحديث أكثر عن تاريخ الكاراكو فقد ظهر هذا اللباس في القرن الخامس عشر، وكانت ترتديه نساء الطبقة الأرستقراطية العاصمية في الأعراس وحفلات الختان، وكان يعبر كذلك عن مدى النفوذ والعظمة السامية للمرأة العاصمية حينما كان يدعى بالغليلة آنذاك.
الكاراكو هو لباس تقليدي متكون من قطعتين الأولى من قماش القطيفة من النوعية الجيدة مطرزة باليد، بخيوط الفتلة والمجبود باللون الذهبي على الصدر الرقبة واليدين. أما الآن وحتى منذ منتصف القرن العشرين، فقد اختلفت أنواع القماش وأصبح يطرز على العديد من الأقمشة التي تظهر اللباس أنيقا ومشدودا، كما تغير التطريز في المقابل وتطور كل سنة، حيث ظهر في السنوات الأخيرة شكل جديد يدعى بالتطريز الإفريقي حسب مصممات الأزياء الجزائرية، وإلى جانب الطرز الذهبي ظهر أيضا الطرز الفضي، ولقي إعجاب النساء بشكل كبير لعصرنته وإضافة لمسات جديدة عليه، لكن هناك من رفض هذا التغيير فيه خوفا من زوال نكهته التقليدية، وفقدانه جماله وقيمته جراء تأثير العصرنة والتجديد فيه.
أما القطقة الثانية فهي قطعة قماش أخرى تختلف تماما عن الأولى، حيث تصمم بطريقة أسهل من الأولى وأخف، ويكون على العموم من قماش الساتان. وقد يكون أيضا على شكل تنورة أو على شكل سروال يدعى الأول بالشلقة وهناك المدور والقصير العصري، كما تضيف المرأة عند لبس هذا الزي قطعة قماش أخرى على الرأس تدعى بالفوطة سواء كانت باللون الفضي أو الذهبي حسب لون الكاراكو، هذا بغض النظر عن الجواهر التي تزين المراة في عنقها ويديها إضافة إلى قطعة مجوهرات توضع على الجبين والرأس تسمى بخيط الروح.

### البدرون الجزائري العاصمي
البدرون العاصمي الجزائري هو لباس تقليدي خاص بالجزائر العاصمة، وهو جزائري محض أي أنه لم يتأثر بأي من الحضارات المتعاقبة على الجزائر، صممته الأميرة زفيرة وهو مكون من قطعة واحدة.

## الزيّ النايلي للمرأة

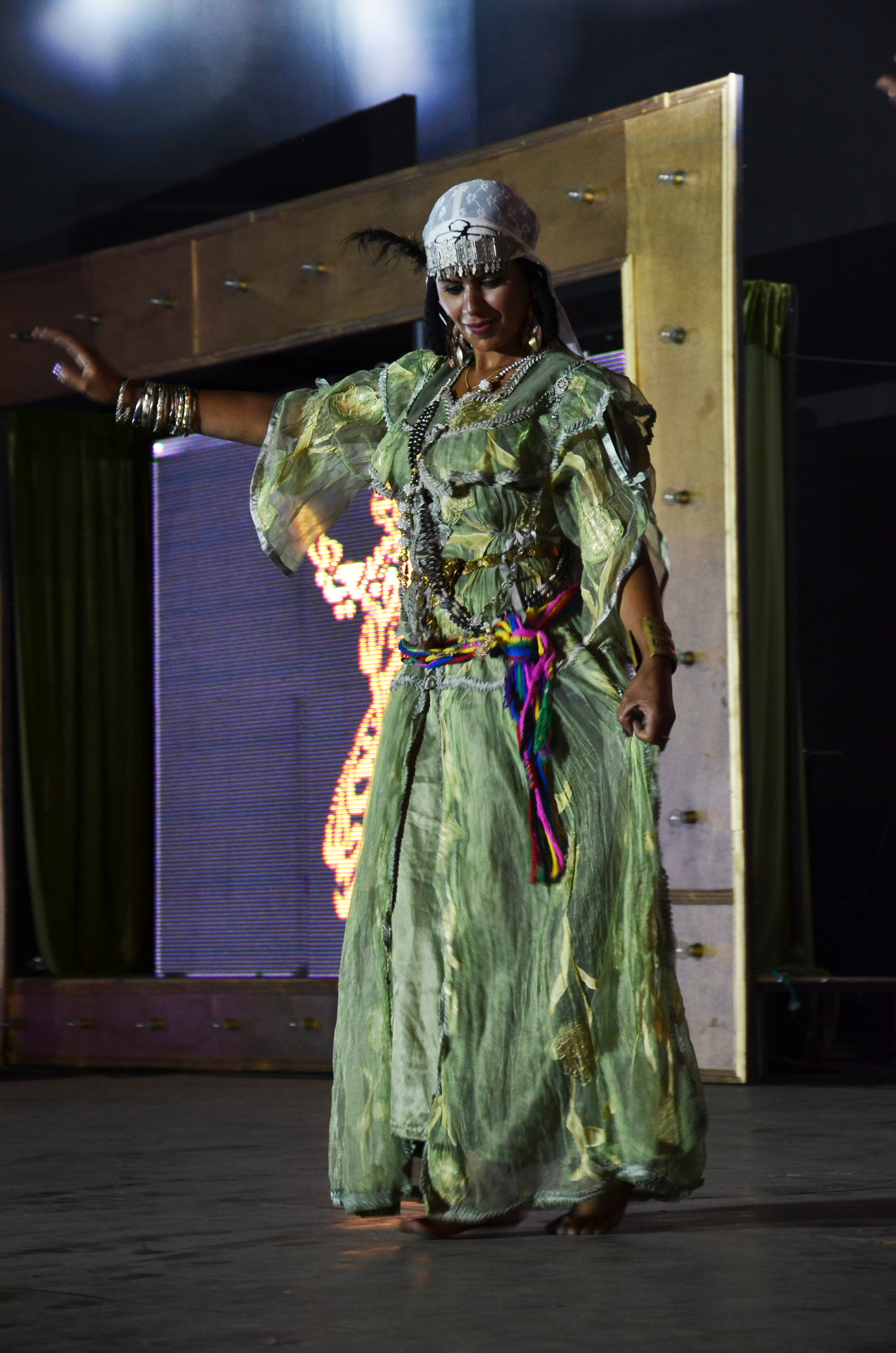
الزيّ النائلي

يتميز الزيّ النايلي للمرأة بالجلفة والأغواط بأنه زيّ ملكي. وهو تصميم ملكي ينحدر من قبيلة ولاد نايل العريقة، ويحظى بالكثير من الخصوصية التي جعلته مطلوبا من العرسان الذين يفضلون الأعراس التقليدية ويوجد بكثرة في ولاية الجلفة والأغواط وبوسعادة أي منطقة أولاد نايل في قلب الجزائر، وأيضا نظرا لأناقته الأنثوية التي يضيفها للمرأة. حتى وإن كان الزيّ النايلي الأصلي التقليدي قد بدأ يختفي عن الأنظار بسبب العولمة وتغير العقليات، إلا أن الأيادي الناعمة ما زالت تحاول الحفاظ عليه بإدخال تعديلات عليه وتطويره قدر الإمكان، خاصة وأن العروس في منطقة أولاد نايل لا يمكن أن تكتمل فرحتها إلا بارتدائه.
يرتبط الزي النايلي للمراة بالثقافة النايلية، التي حطت رحالها مع وصول قبيلة ولاد نايل في نواح من الجلفة وبوسعادة لتنتشر بعد ذلك في المناطق المجاورة من الجلفة مثل الأغواط والمسيلة وبسكرة وتيارت والجزائر العاصمة وغيرها من مناطق الجزائر. ويتألف الزيّ النايلي النسوي في شكله من الروبة (فستان بالفرنسية ثم تعريبها) الملحفة، الطاسة، الخمري والزمالة والعبروق والبترور، وهي قطع أساسية التي يتكون منها الزيّ النائلي النسوي في شكلها الموروث، بحيث ترتدي المرأة الروبة (الفستان) الذي يختار قماشها بعناية، وغالباً ما كانت النساء قديما يخترن القماش الناعم حتى تكون الروبة انسيابية وهادئة ومريحة وتخاط باستخدام تنميقات خاصة يستعان فيها بما يسمى بـ«الوريدات» التي تزين بها الروبة في جهة البطن وحاشية الذراعين، كما يستعان أيضا بما يسمى بـ«حبة الكوكاوة» في الخياطة كي تزين صدر المرأة. وتفصيل الروبة له شكلان: شكل يتم إضافة فيه مايسمى بـ«البرينس» يدار من خلف الظهر إلى جهة الأمامية للصدر، وشكل آخر تكون فيه الروبة عادية من دون «برينس»، وفوق الروبة ترتدي المرأة «الملحفة» التي توضع على الظهر وتحكم في طرفي الكتفين من الأمام، ولا تكون بنفس الطول مع الروبة بل هي قطعة قصيرة حتى تظهر كل القطع بانسجام.
أما «الطاسة» فهي عبارة عن قبة مصنوعة من الصوف الغليظ، وتحاك في الوسط بخيط ذهبي. وكانت الطاسة ترتديها غالبا بنات الأشراف والأغنياء في قبيلة «ولاد نايل» نظرا لاستعمال الخيوط الذهبية الغالية الثمن في صنعها. وفوق الطاسة والروبة يأتي دور «الخمري» الذي ينسج من خيوط الصوف الرفيعة وهو عبارة عن قطعة سوداء اللون وتكون على شكل مربع مطرز في حاشيته بألون زاهية ترتديه المرأة من أعلى الرأس إلى أخمص القدمين. وفوق الخمري تضع الزمالة البيضاء ذات الحاشية السوداء وهي شبيهة كثيرا بالخمري في تفصيلها لكن قماشها غالبا ما يكون مصنوعا من «الدونتيل» أو «الفولار» ويتم إحكام كل من الخمري والزمالة جيدا من أعلى الرأس بما يسمى بـ«العبروق» وهو عبارة عن قطعة قماش طويلة بحوالي 1.5م غالبا ما تكون بيضاء وتقوم المرأة بلفها كعصّابة. ويزيد من جمال الزيّ أن المرأة تستعين بما يسمى ب، «البترور» وهو حزام يصنع من خيوط الصوف الغليضة والمختلفة الألوان، يتوسط خصر المرأة وتتحزم به كي يضبط الشكل النهائي للزيّ.
وبشكل عام، يغلب على الزيّ النايلي اللون الأبيض الذي ترمز دلالته السيميولوجية إلى النقاء والطهارة والعفة، ويمكن أن تستعين المرأة فيه بألوان عديدة أخرى خاصة في ما يتعلق بالروبة (الفستان)، فهو في شكله النهائي يعتبر من الأزياء التقليدية الذي يتميز به ولاد نايل ويشكل تنوعا ثقافيا تتميز به الجزائر، وهو لباس ساتر لجسم المرأة وذو قيمة جمالية وحضارية.

## الزيّ الشاوي
تتميز منطقة الأوراس بالشرق الجزائري بعادات وتقاليد عديدة لما تمتلكه من موروث ثقافي غني، وأكثر ما يجسد هذا الأخير هو اللباس التقليدي للمرأة الأوراسية ”الملحفة الشاوية”، تعتبر الملحفة الشاوية اللباس التقليدي الأول الذي يميز المرأة الأوراسية، ويتكون من لحاف عريض متموج يكسو جسد المرأة به نقوش تعبر عن أصالة الثقافة أمازيغية ورموزها التي تعني الحرية ونبذ القيود. وما يزيد هذا اللباس تفردا وفخامة هي الحلي الفضية التي تكسو بنت الأوراس من رأسها إلى قدميها، وقد تأتي الملحفة على ألوان مختلفة، وما يزيدها جمالا ورونقا، هو تزيين المرأة بالحلي الفضي التلي منها الخلال، وهو أكسسوار فضي يمسك بها طرفي الملحفة بين الكتف وأعلى الصدر، وما يميزها هي أشكالها وألوانها، يذكر كذلك أن منطقة الأوراس أو ”بلاد الشاوية” تتميز بمختلف العادات والتقاليد، منها مثلا ذهاب دار العروس إلى دار العريس يوم الأربعاء، ويحضرون معهم صينية من القشقشة (وهي مجموعة من الحلويات التقليدية الجزائرية والتمر والمكسرات منها الجوز، اللوز، والفول السوداني..)، ويضعون فوق رأس العروس شاشا، ثم تأخذ واحدة من أهل العريس الصينية وتضعها فوق شاش العروس، في حين حبات الحلوى التي تسقط هي عدد الأولاد التي سترزق بهم في المستقبل. وهناك من يعتبرها مجرد خرافات وطقوسا تؤمن بها العجائز، بينما يرى البعض الآخر أنها في غاية المتعة والروعة..

## الجبة القبائلية
تعد الجبة القبائلية الأمازيغية من أهم الألبسة التقليدية في الجزائر وتنتشر في منطقة القبائل خاصة في تيزي وزو وبجاية ولا يكاد يكمل عرس أعراس دون أن ترتدي عروس هذا الثوب الجميل يتكون من الجبة وفوطة التي تشد الخصر ومنديل وإكسسوارات في غاية الأناقة من أساور وقلادة وأقراط الفضية ولا تزال الجبة القبائلية تلبس بصفة يومية في أرجاء منطقة القبائل وفي مناسبات المهم مثل الأعراس.
تختلف ألوان الجبة من امرأة لأخرى فهناك بيضاء اللون وسوداء وعدة ألوان أخرى، وتلبس هذه الجبة في الجزائر منذ قرون من طرف القبايل قبل الفتح الإسلامي للمغرب الكبير.

## الزي التقليدي العنابي
يتنوع التقليدي النسائي بمدينة عنابة ويختلف من أشهرها الدلالة واللفة كما تتميز مدينة عنابة بتنوع وتعدد الطرز من الفتلة إلى الكوكتال إلى التل إلى البيرلاج والشيشخان والحساب «الطرز الهيبوني» كلها تستخدم وتعتمد في لباس المرأة العنابية وتعرف عنابة بانها مدينة السبع قنادر.

### الدلالة العنابية

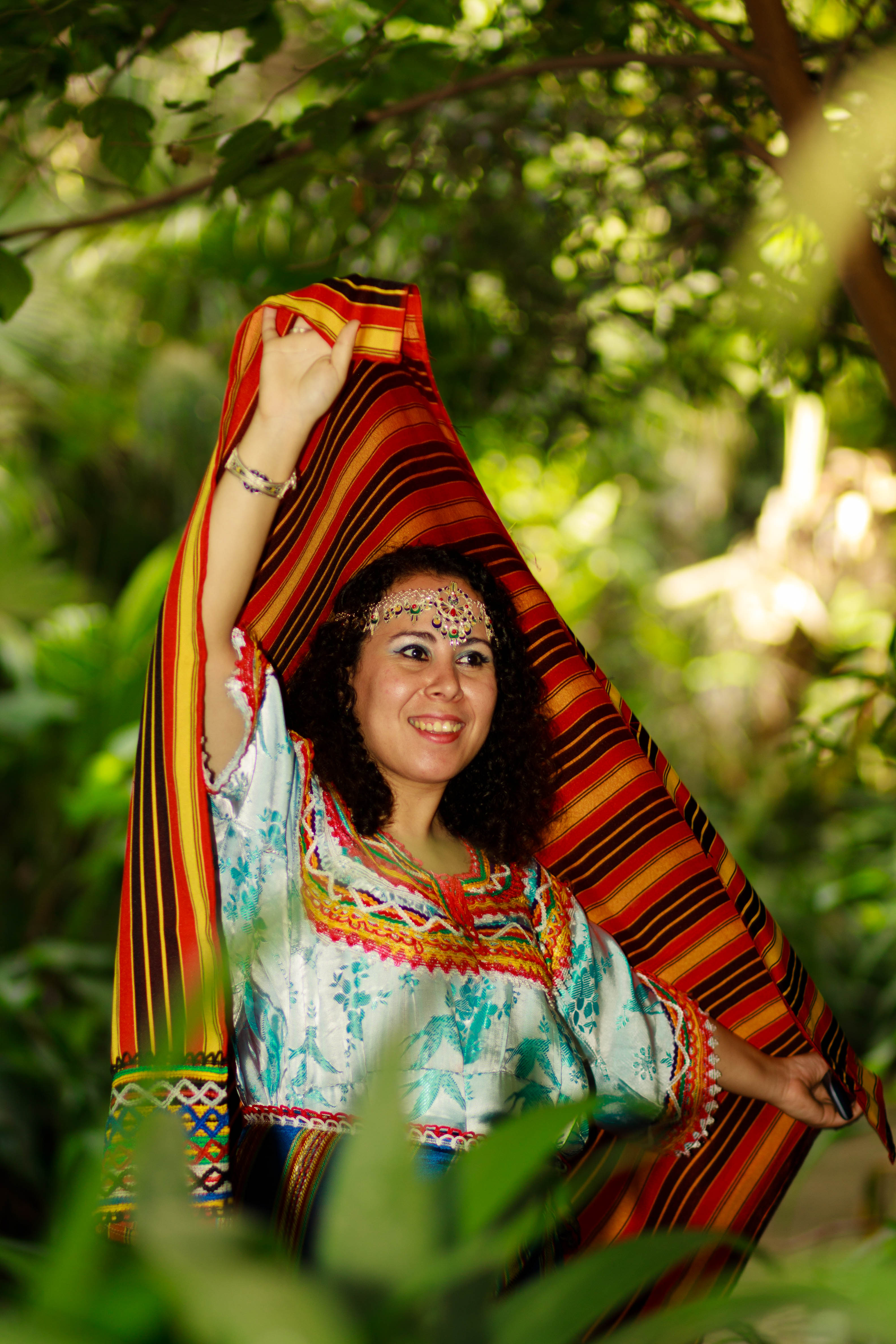
الجبة القبائلية الأمازيغية

هي زي الحنة الخاص بالعروس العنابية يتكون من العديد من القطع أولها: القندورة ويكون لونها الأساسي أبيض أو أزرق سماوي وطرزها يكون في أصله وغالبا من الفتلة لكن نجده في أحيان أخرى بطرز الكوكتال. تلبس فوق تلك القندورة القاط أو قفطان طويل مفتوح من المخمل يكون مُطرّز بالفتلة. أما الإكسسوارات التي تعد أساسية به هي الدلالة وهي عبارة عن قطعة توضع على الرأس تتزين بعملات ذهبية اما باللويز أو السلطاني، ثم يلبس معها مجموعة من الحلي التقليدية من بينها: على مستوى الرأس نجد الخجالي الجبين الجزائري والشوشنات والقطينة وزينة الخد أما على مستوى الرقبة نجد الإكسسوارات التي تترافق مع أي تصديرة للعروس العنابية إلا وهي مدبح اللويز وخيط الشعير أو خيط الحوت مع اللوح وهما من الحلي التقليدي الخاص بهذه المدينة وقد يلبس معها أيضا الكرافاش بولحية والسخاب وعقد المخبل الجزائري أما باقي الإكسسوارات فتتمثل في مقياس الفتلة العنابي أو أي نوع من المقياس ومجموعة من الخواتم.

### اللفة العنابية
وهي ثاني لباس تلبسه العروس العنابية بعد لباس الحنة الدلالة وتُلبس اللفة مع قندورة الفتلة أو قفطان الفتلة بأنواعه وأشهره «قفطان القرنفلة» وتتكون اللفة العنابية من شيء أساسي ألا وهو إكسسوارات الرأس وتتمثل في:
- الشاشية السلطاني العنابية: وتختلف في شكلها عن الشاشية السلطاني المستغانمية، وهي عبارة عن شاشية متوارثة منذ القدم وخاصة بعنابة فقط كانت تتزين بالسلطاني وهي عملة عثمانية ذهبية قديمة والخاصة بمدينة بونة آنذاك كانت تضرب باسم السلطاني الشريفي، لكن اليوم قل استخدام السلطاني وتم الاعتماد على اللويز كبديل له. تُلبس هذه الشاشية على الرأس بعدما يتم لف شعر العروس في محرمة الفتول، يضاف إليها الجبين والشوشنات وزينة الخد والرعاشة، أما على مستوى الرقبة واليدين فتلبس ذات الحلي السابق ذكره.

- القاط العنابي: وهو عبارة عن جاكيت من المخمل مطرز بالخيوط الذهبية «الفتلة» ويكون إما قصيرا أو متوسط الطول تتعدد قصاته ورشمات تطريزه وله عدة أنواع من بينها قاط القندورة ويكون سواء طويل أو قصير أو متوسط الطول، قاط السروال، قاط الدلالة، قاط وبدرون عاصمي، قاط وفستان..الخ ويعتبر القاط أحد أنواع القفطان.

- قفطان الفتلة العنابي: وهو أحد أنواع القفاطين الجزائرية، وقفطان الفتلة من أقدم الألبسة التقليدية المتواجدة والخاصة بمدينة عنابة يكون من قماش القطيفة وغالبا ما يكون مطرزا بخيوط ذهبيه تتعدد أشكاله ومن أهمها قفطان القرنفلة العنابي سُمي بهذا الاسم لأنه يكون مفتوح من جهات أربعة متشبها بذلك بوردة القرنفل التي تعتبر رمزا لمدينة عنابة، كما أبدعت المرأة العنابية في تطوير هذا اللباس وكانت تدخل عليه رشمات جديدة وكذا أنواع مختلفة من التطريز العنابي من بينها الكوكتال والتل.. الخ.

### قنادر عنابة
- قندورة الفتلة: وهي من أقدم أنواع القنادر التي كانت متواجدة ولا تزال متداولة إلى يومنا هذا، الفتلة هي طرز اعتمده العانبيون منذ القدم في كافة أشيائهم سواء في اللباس أو الحلي أو الفراش «فراش الفتلة أو فراش الذهب». قندورة الفتلة أصيلة مدينة عنابة والفتلة هي عبارة عن خيوط من الذهب كانت تطرز على القطيفة جنوة برشمات وأشكال مختلفة، سميت آنذاك بقطيفة جنوة نسبة إلى مدينة جنوة الايطالية أين كان يتبادل الإيطاليون بهذا النوع من القطيفة مع الجزائريين مقابل المرجان بسواحل عنابة في القرن الخامس عشر . قندورة الفتلة هو لباس تتغنى به المرأة العنابية لا بل كل نساء الشرق الجزائري.

- قندورة التل: وهي نوع من القندورة التي تُلبس في خلوة حمام العروس العنابية وتكون بسيطة في تطريزها بخيط ذهبي على قماش الساتان وغالبا ما ترافقه عوكسة الحمام بذات التطريز.
- قندورة الحساب: وهي قندورة تلبس أيضا في خلوة العروسة العنابية وتتميز بطرز الحساب أو كما يسمى الطرز الهيبوني الخاص بمدينة عنابة ويتميز هذا الطرز بأشكاله وألوانه المتعددة ويرافق هذا الزي أيضا عوكسة حمام بذات الطرز.
- قندورة الكوكتال: وسُميت بهذا الاسم لكونها تمزج العديد من أنواع الخيوط فتلة وكونتيل ومختلف أنواع السمسم والأحجار في تطريزها، وتكون على قماش الساتان أو المخمل، تتميز بألوانها الجميلة والزاهية وتتنوع أيضا رشماتها وتطريزاتها.
- قندورة البيرلاج: وسميت بهذا الاسم لأنها تستخدم في تطريزها الأحجار «شواروفسكي، اللؤلو..إلخ» لا الخيوط وهي مشتقة من الكلمة الفرنسية " perle " والتي تعني «أحجار» تكون في غالبها على أي نوع من القماش سواء الساتان أو المخمل..إلخ.

## الشامسة الجيجلية

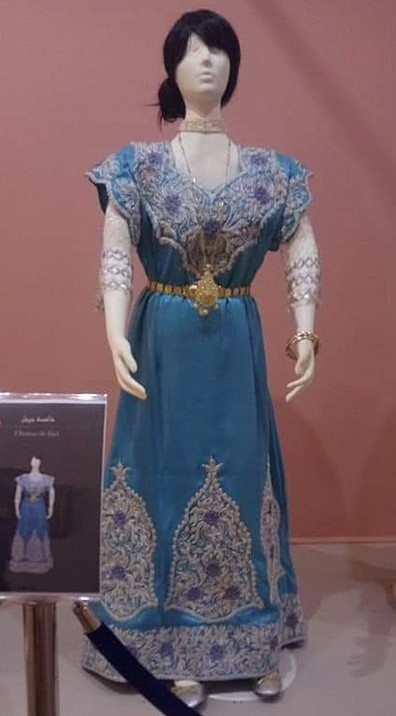
الشامسة الجيجلية من متحف تلمسان

الشامسة أو كما تسمى بشمس العشية هي لباس تقليدي نسائي خاص بمدينة جيجل وهي عبارة عن جبة من الحرير تكون رشماتها غالبا عبارة عن أزهار أو تتخذ شكل الشمس تشبه كثيرا القندورة العنابية لكنها مختلفة في تطريزها إذ تستخدم القصب والسمسم فقط، تُلبس هذه الجبة وتعرف رواجا كبيرا بالشرق الجزائري كله.

## البنوار السطايفي
البِنْوار السطايفي لباس تقليدي للمرأة في منطقة سطيف وأشهر طراز له معروف اسم «بنوار شرب زدف».

### أصل التسمية
توجد ثلاث روايات عن تسمية الفستان السطايفي بالبنوار، فالأولى تنسب الاسم إلى عائلة في سطيف تنحدر من منطقة بأنوار المتاخمة لجبال البابور امتهنت بناتها الخياطة، ومع مرّ السنوات تغيرت التسمية وأصبحت بنوار، والرواية الثانية أنه مشتق من اسم عائلة من جنوب الولاية تحمل لقب بالنوار. والأخيرة الأكثر رجحًا هو اشتقاق الاسم بالعامية المحلية “النَّوَار” والتي تعني الأزهار والورود، لزركشة قماش الفستان بالورود وأوراق الأشجار (باللهجة المحلية: لْمْسَجًّر) ما جعل تسميته تتحول من بُونَوَّار إلى بِنْوار.

### الوصف
يتألف البنوار السطايفي من ثوب واسع فضفاض بدون أكمام يزين صدره بالدانتيل والأحجار اللامعة (زدف والتي هي تحوير لكلمة الصدف).

## أيضا
- كاراكو
- قفطان جزائري
- الشدة التلمسانية
- فستان الزفاف التلمساني
- الزواج في الجزائر
- قائمة التراث الثقافي اللامادي في الجزائر
- القشابية
- موسيقى الجزائر

## معرض صور

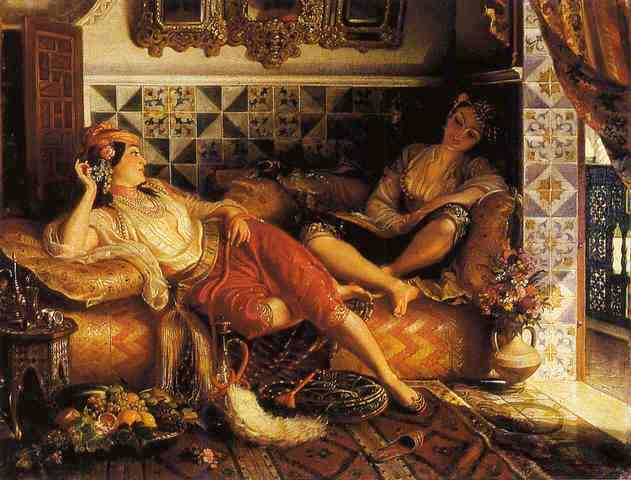
اللباس التقليدي الجزائري
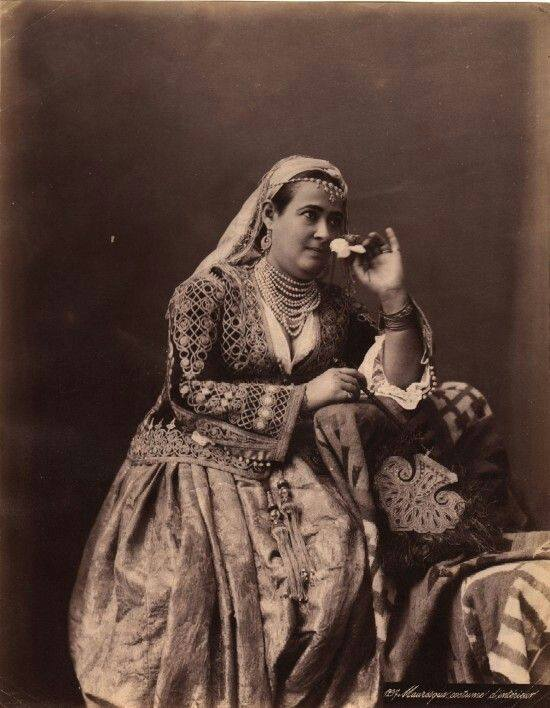
جزائرية عاصمية مورية باللباس التقليدي
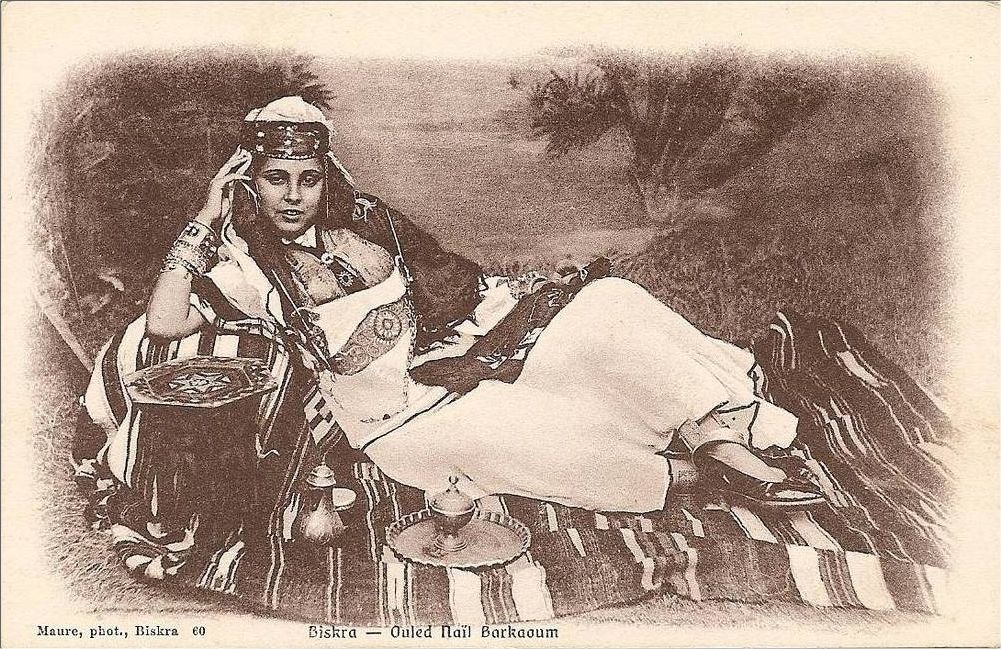
جزائرية عاصمية باللباس التقليدي
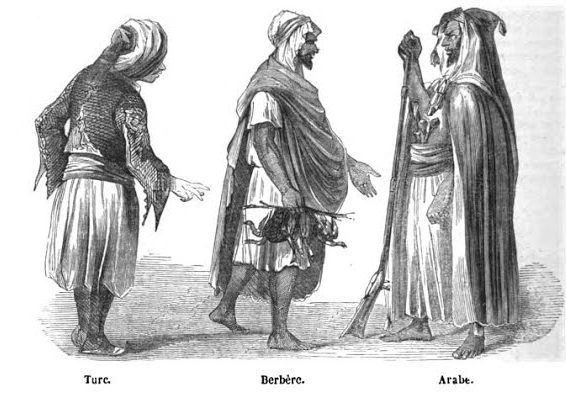
الجزائر تاريخ وحضارة
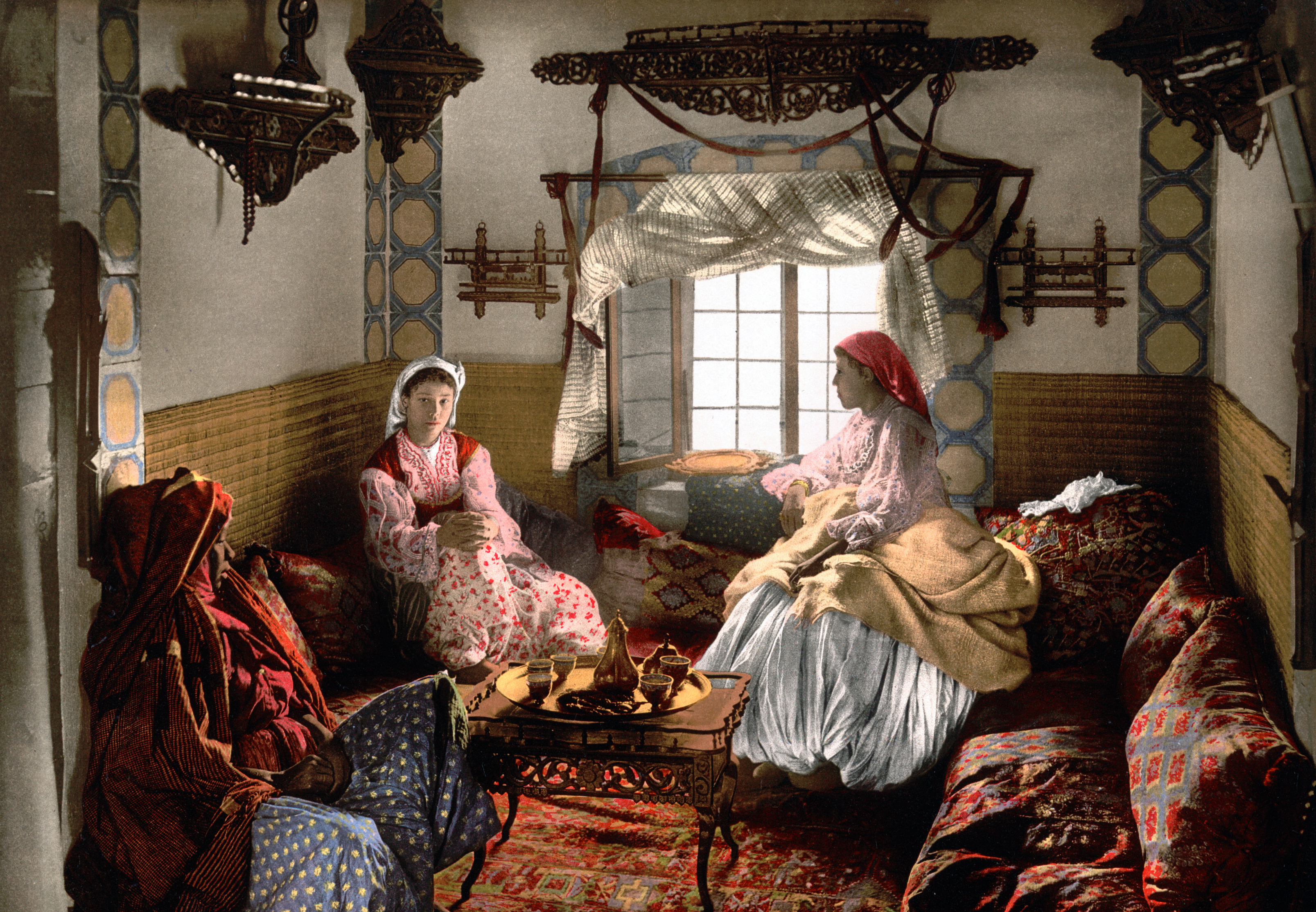
نساء من الجزائر سنة 1899
جزائريات بالحايك في شوارع القصبة
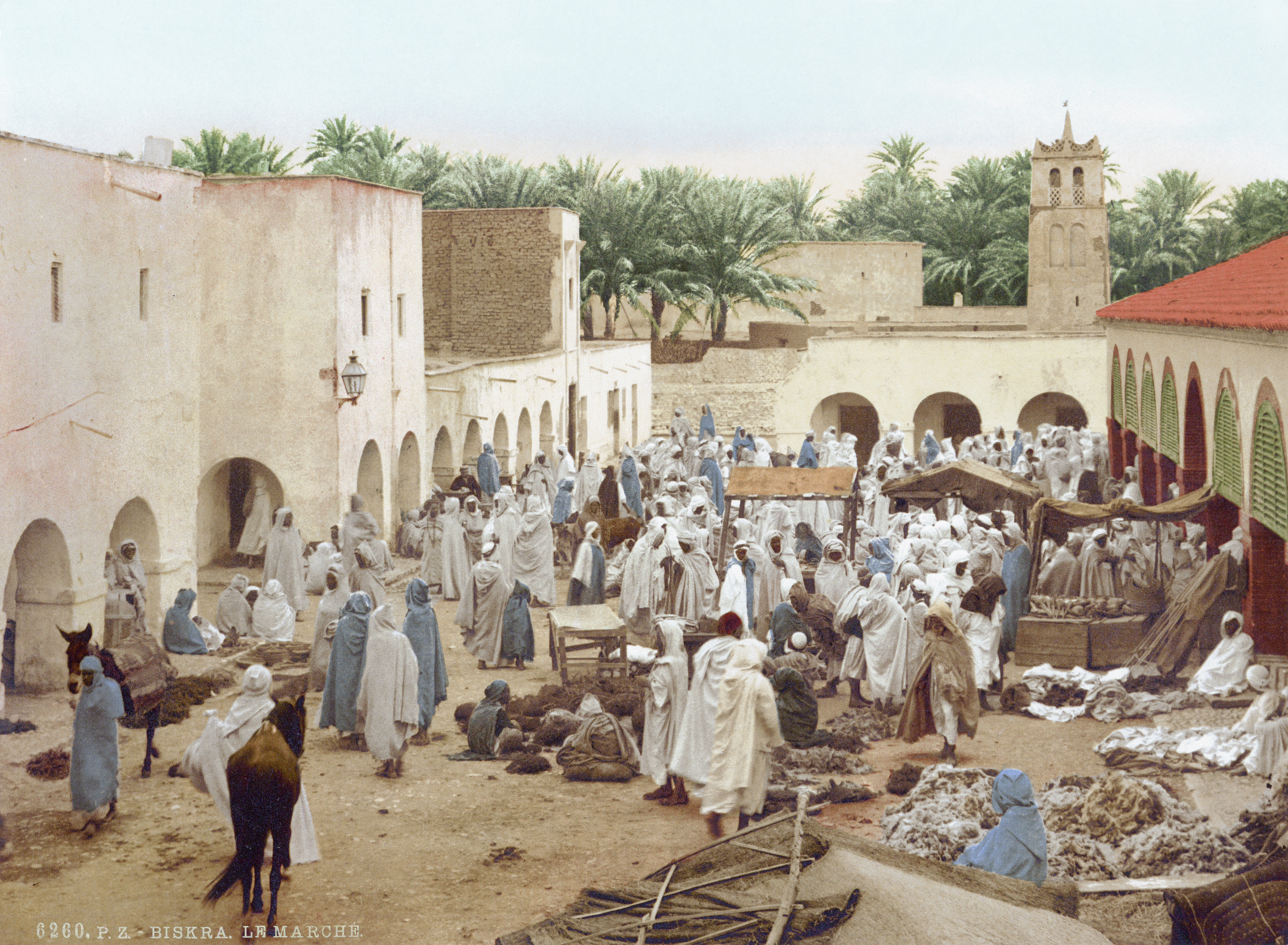
البرنوس الجزائري بسكرة سنة 1899
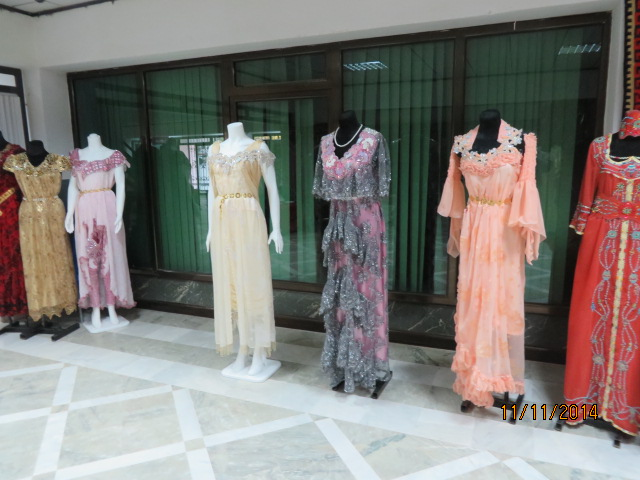
الڨندورة السطيفية
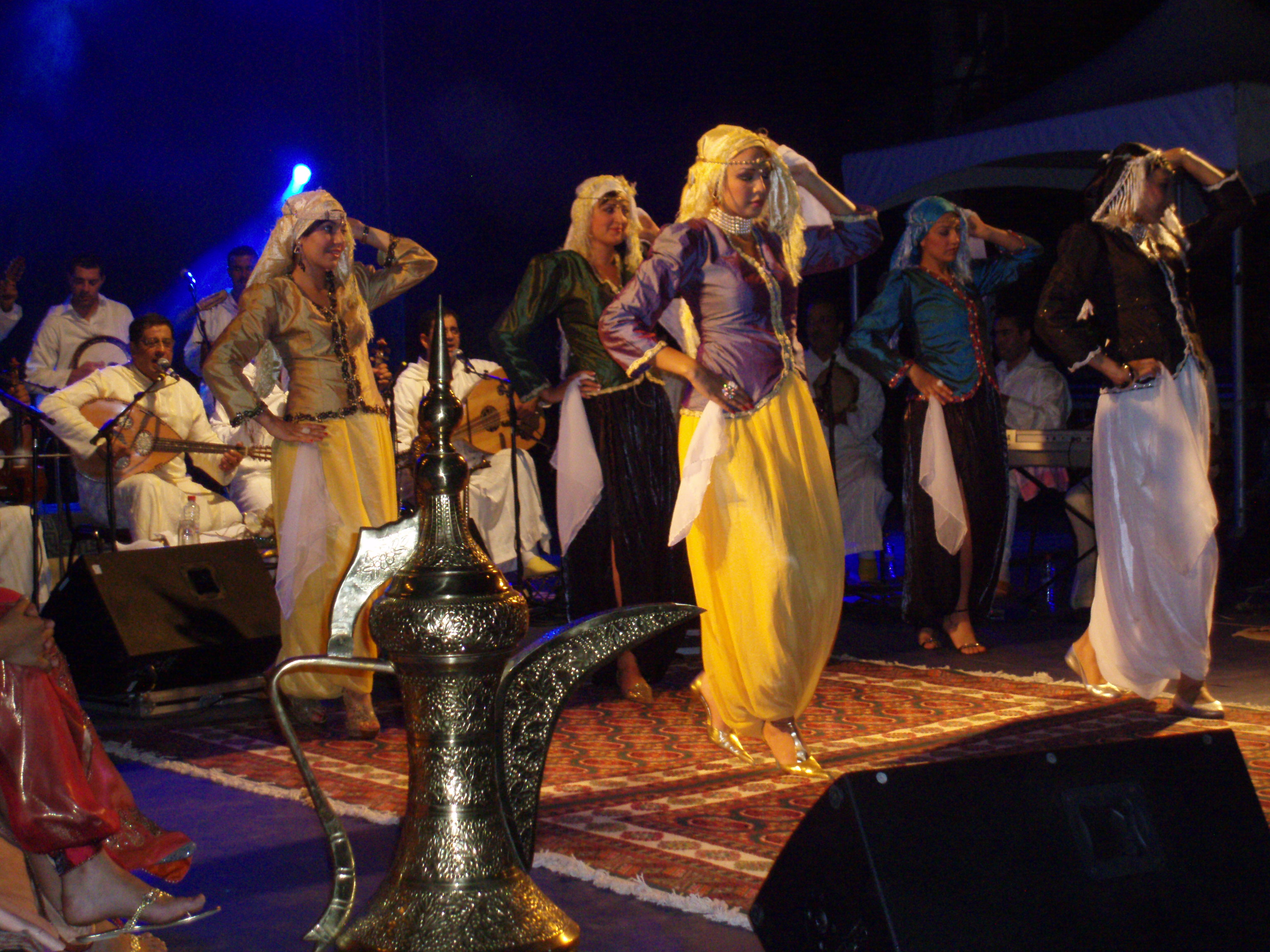
اللباس العاصمي
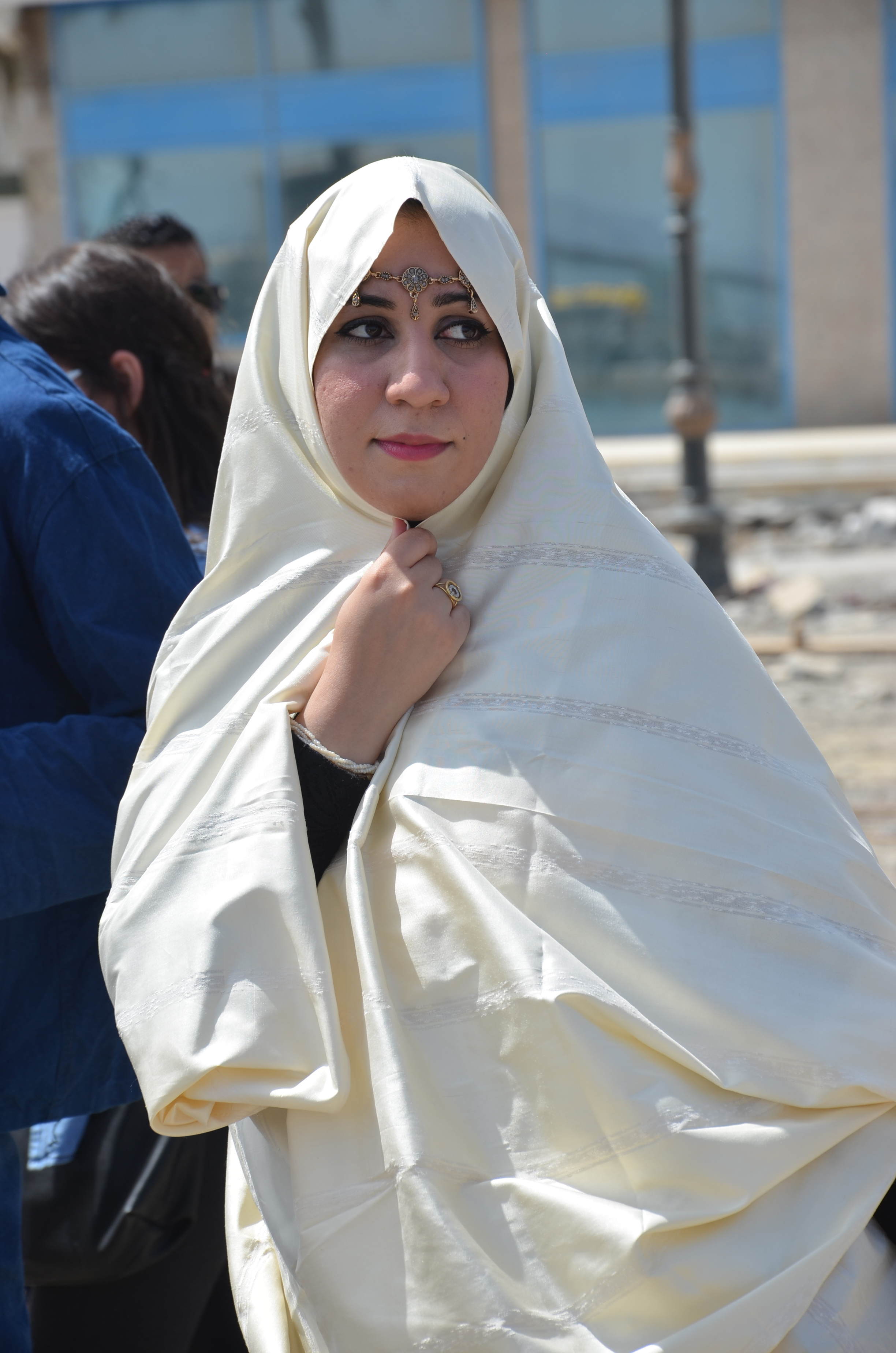
الحايك الوهراني
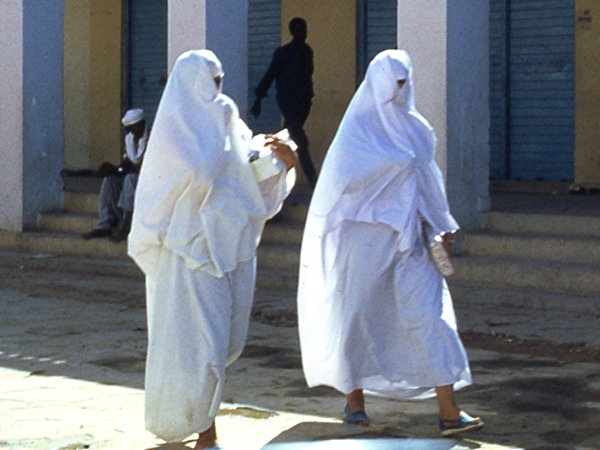
الحايك في غرداية
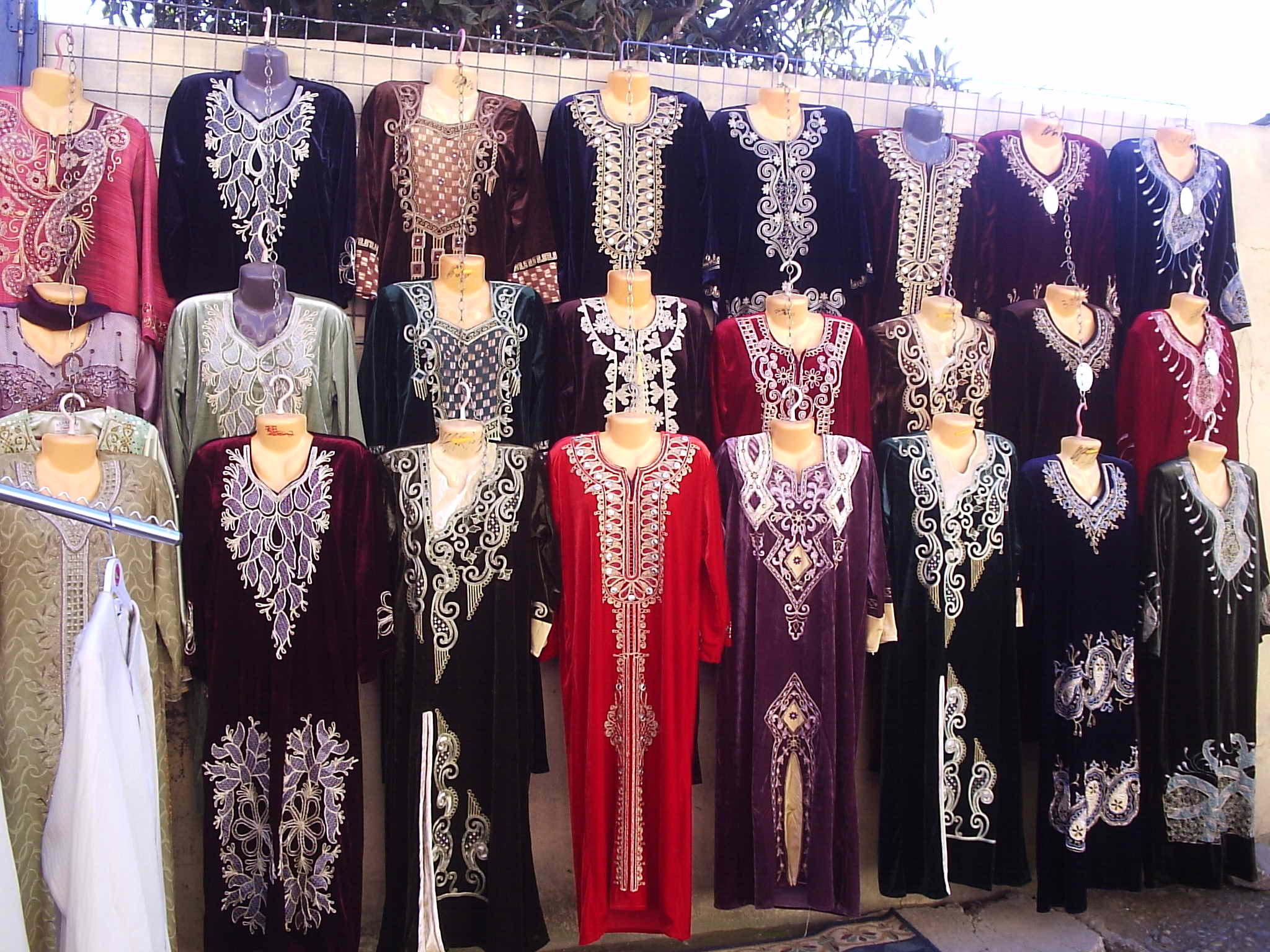
لباس تقليدي جزائري
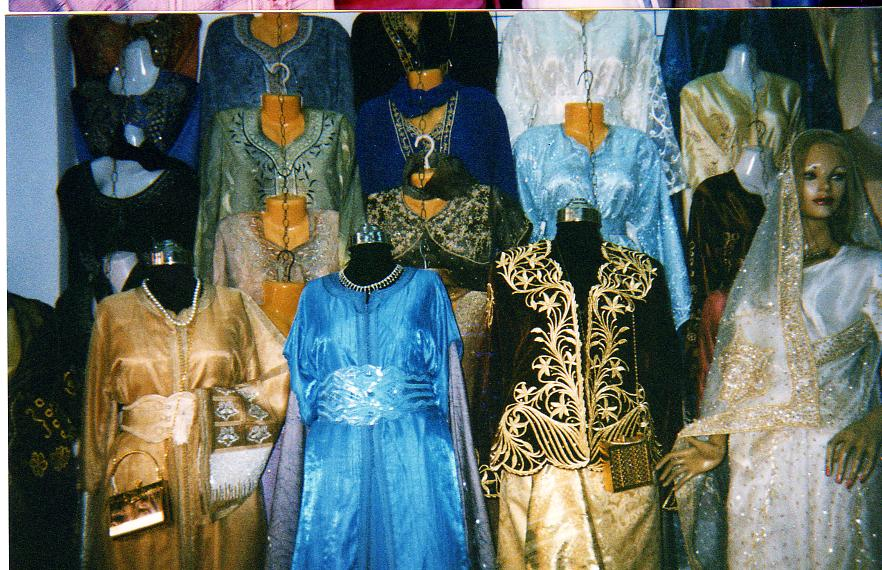
اللباس التقليدي الجزائري
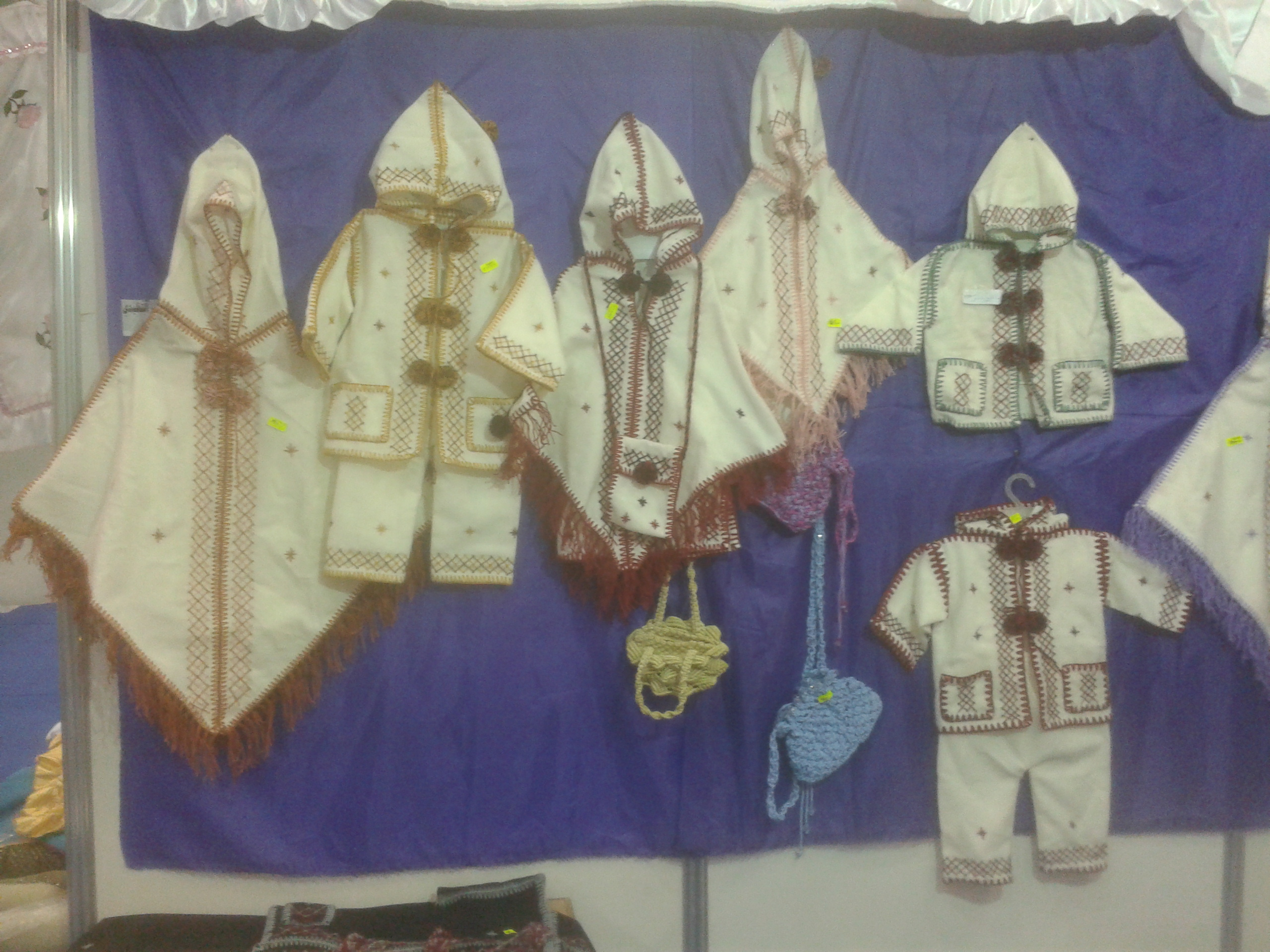
ملابس تقليدية من غرداية
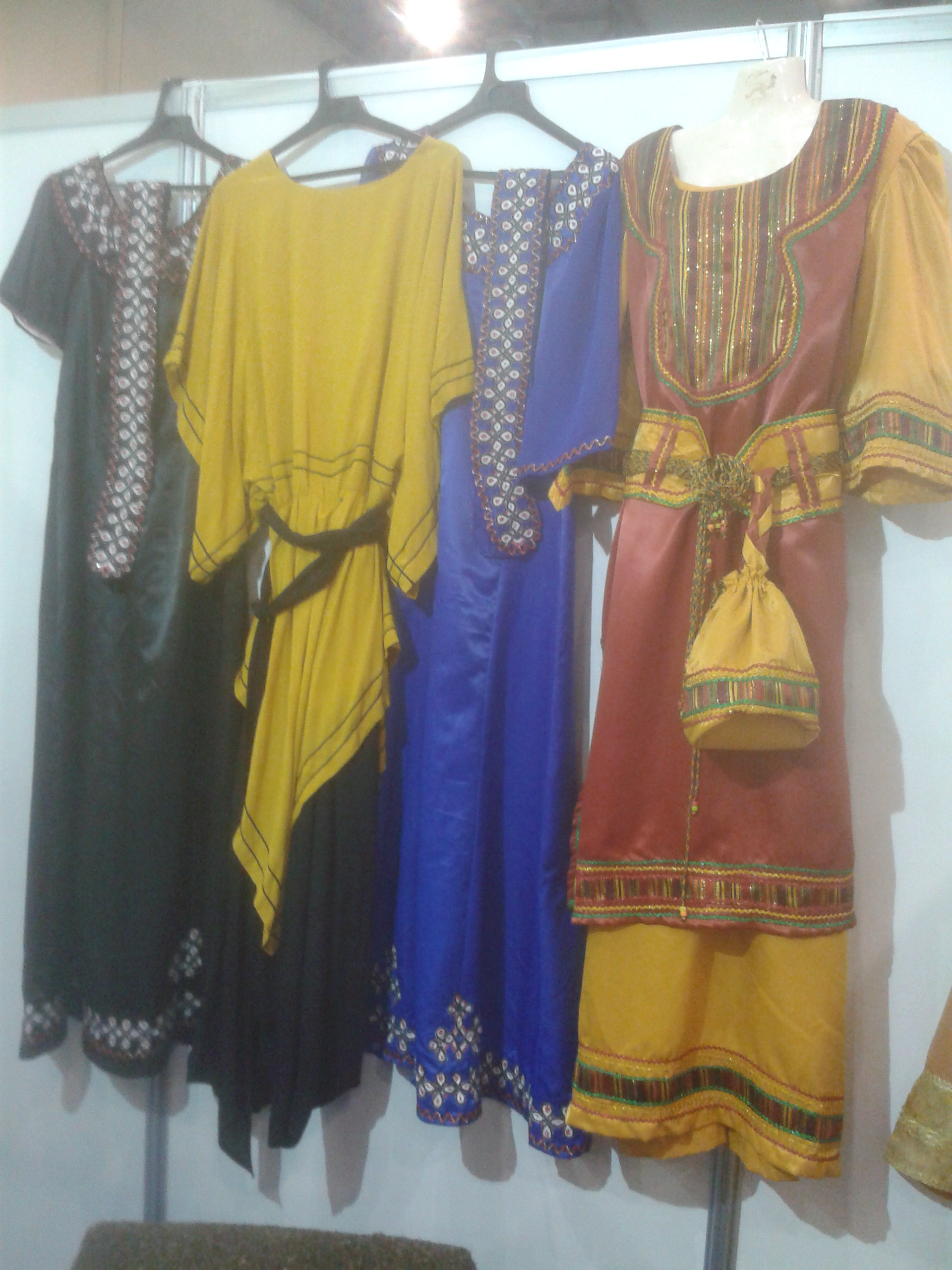
ملابس تقليدية من بجاية
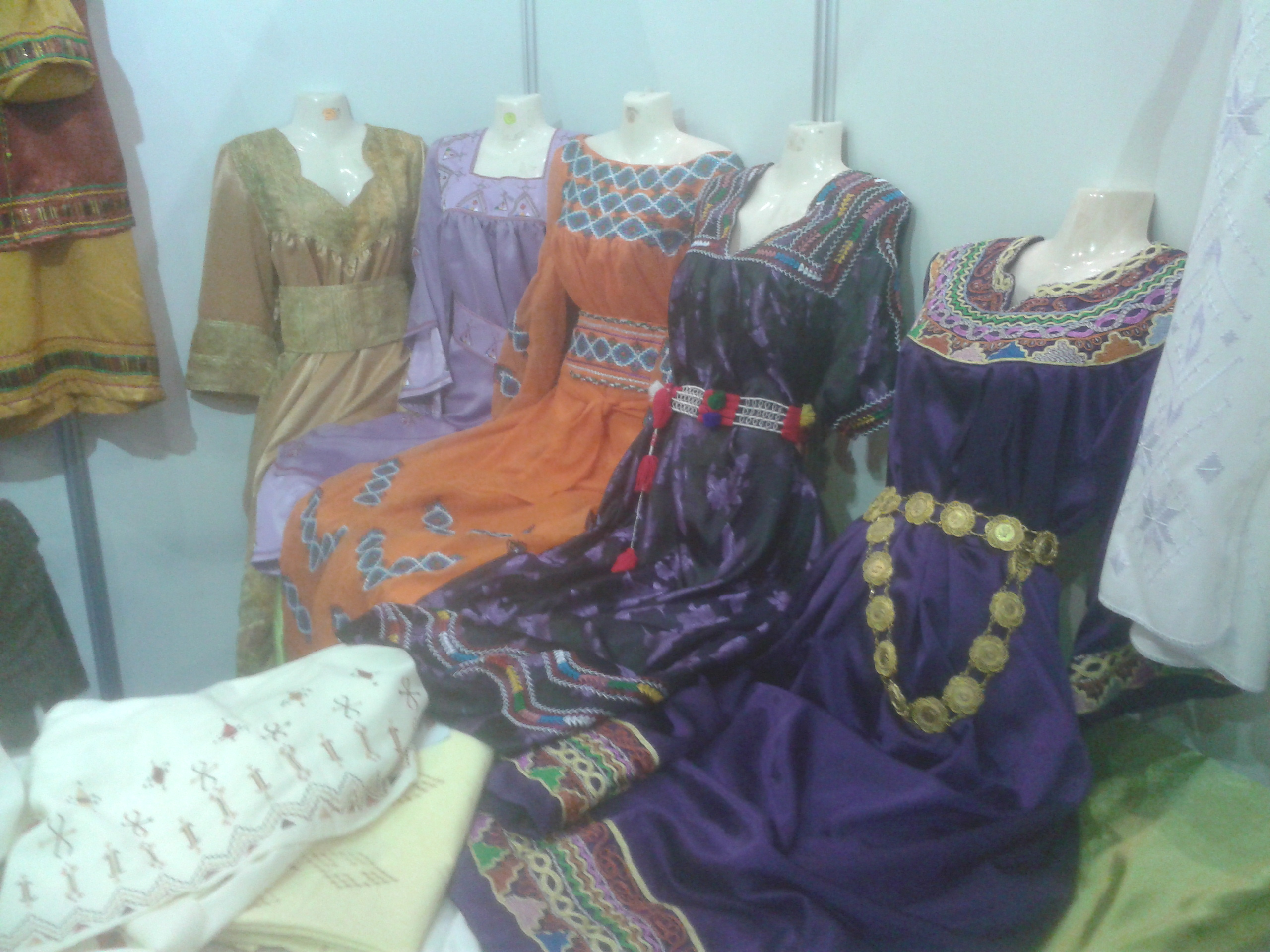
ملابس تقليدية من بجاية
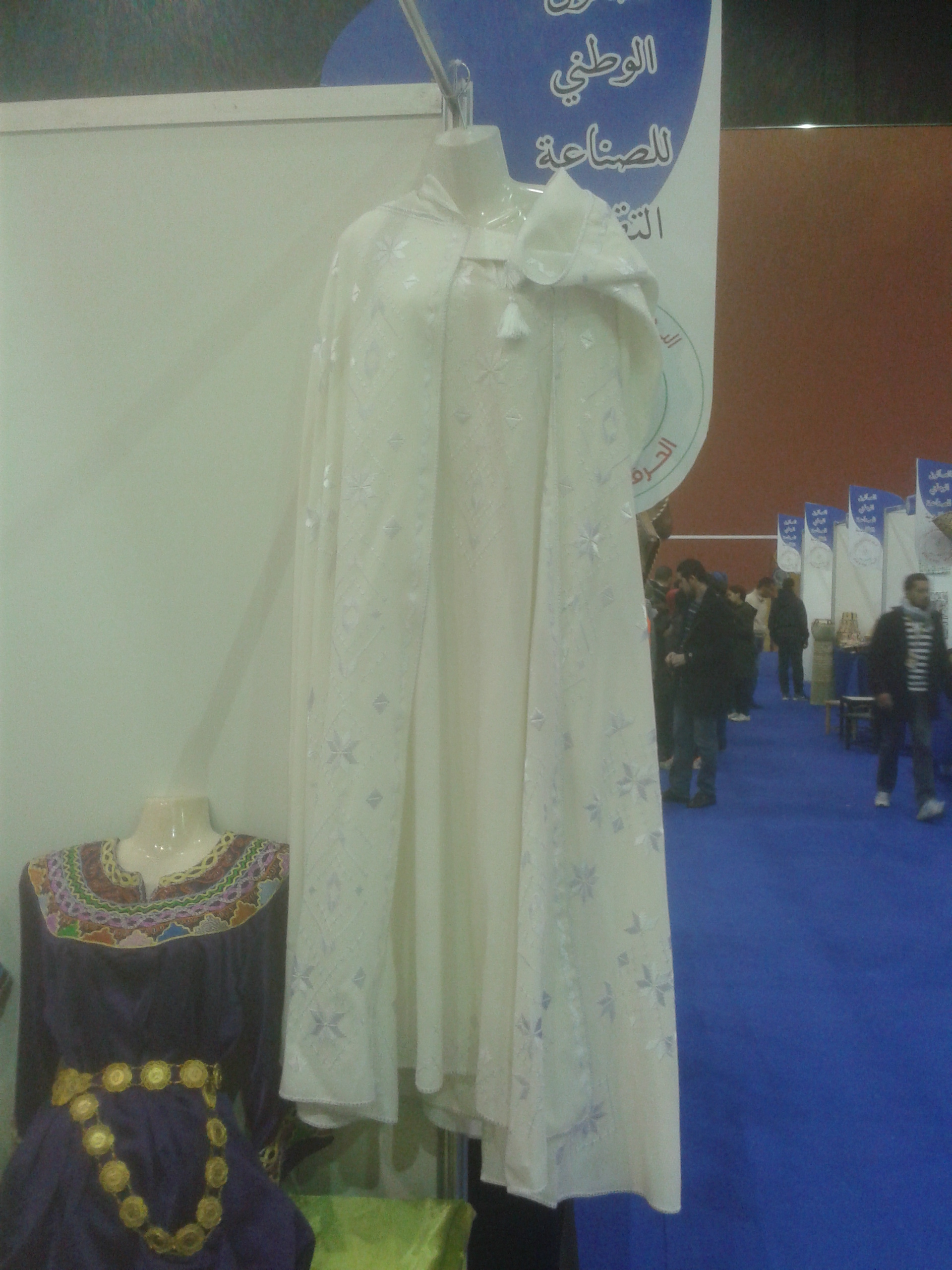
ملابس تقليدية من بجاية
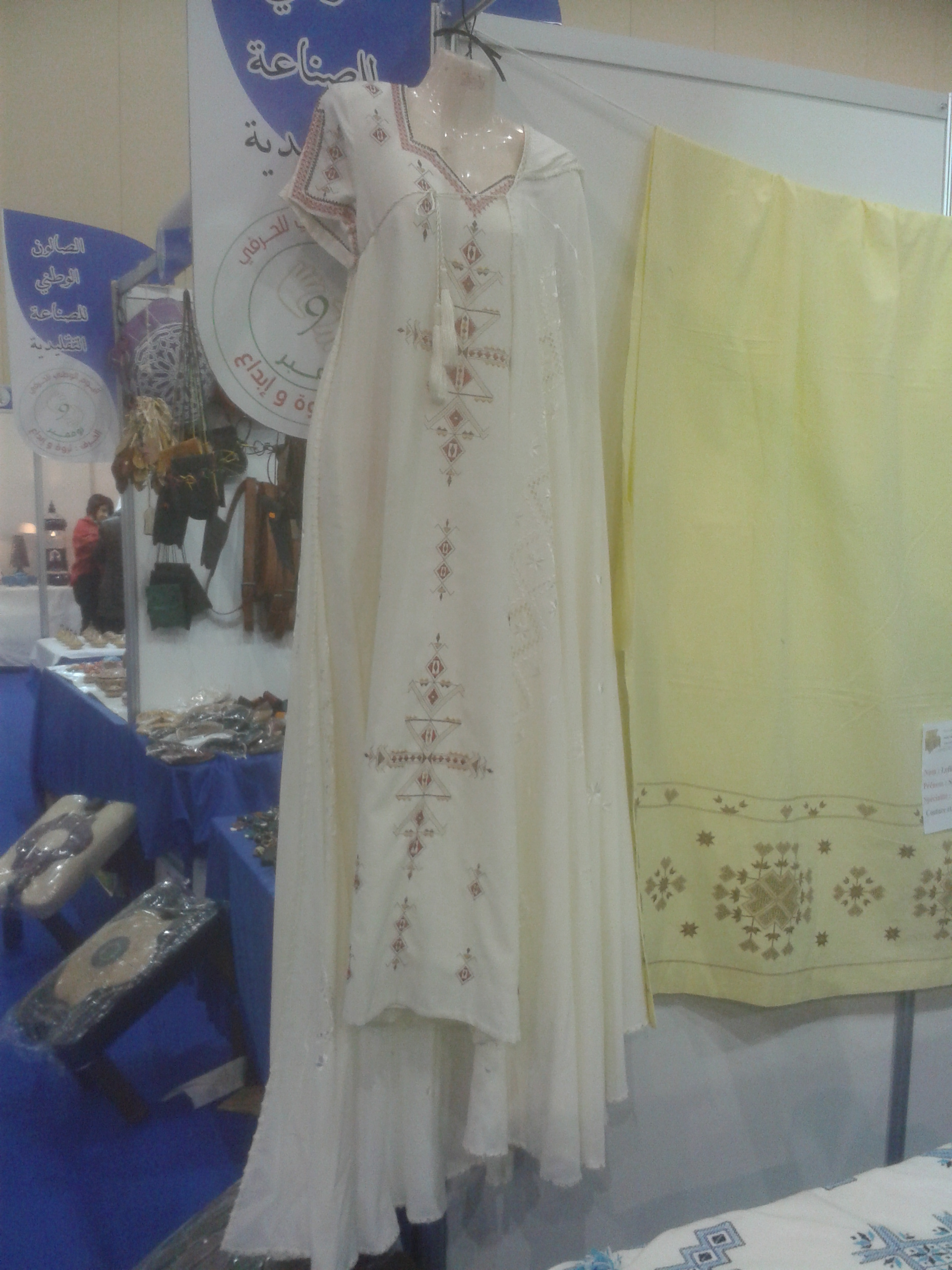
ملابس تقليدية من بجاية
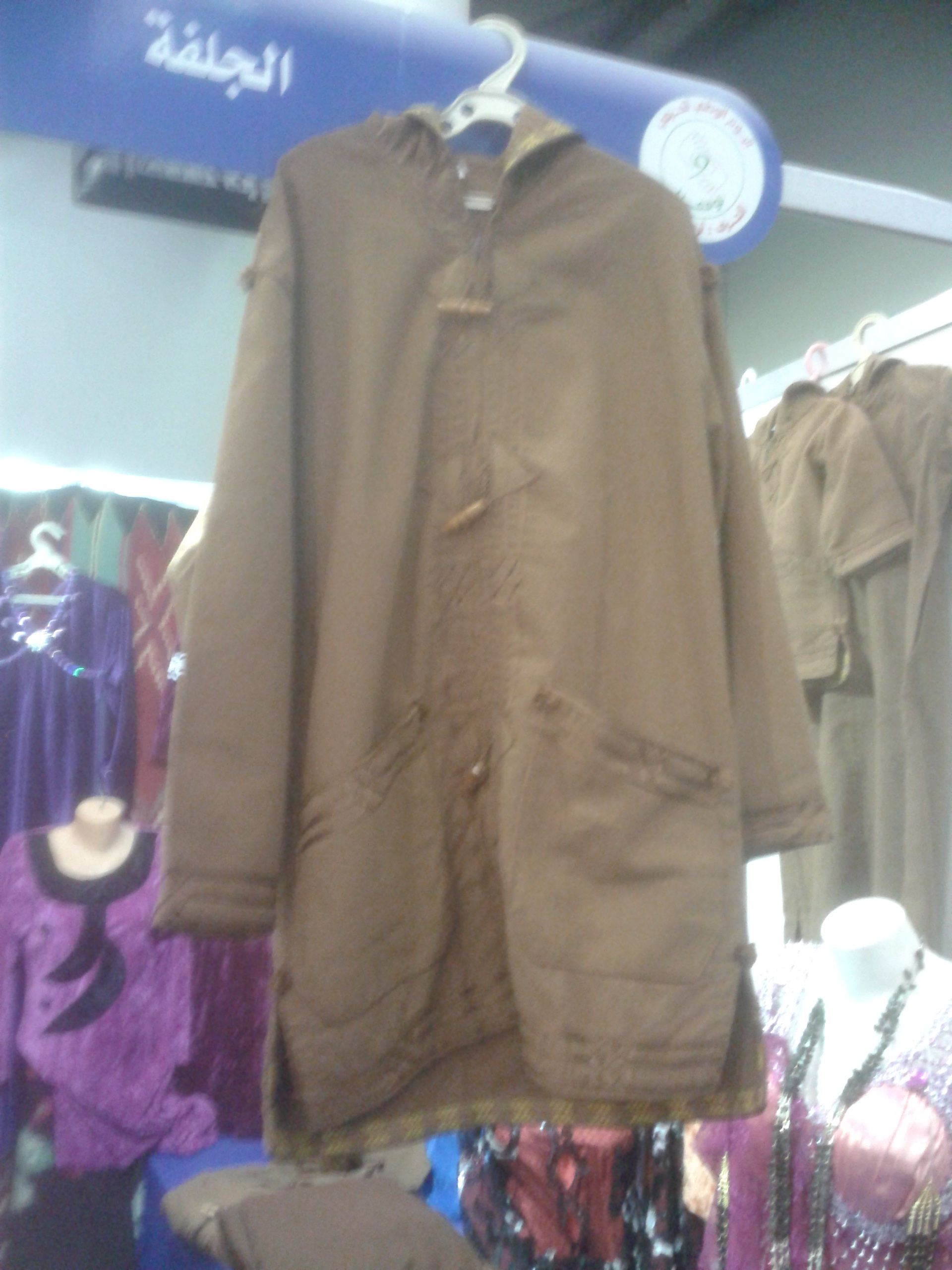
ملابس تقليدية من الجلفة
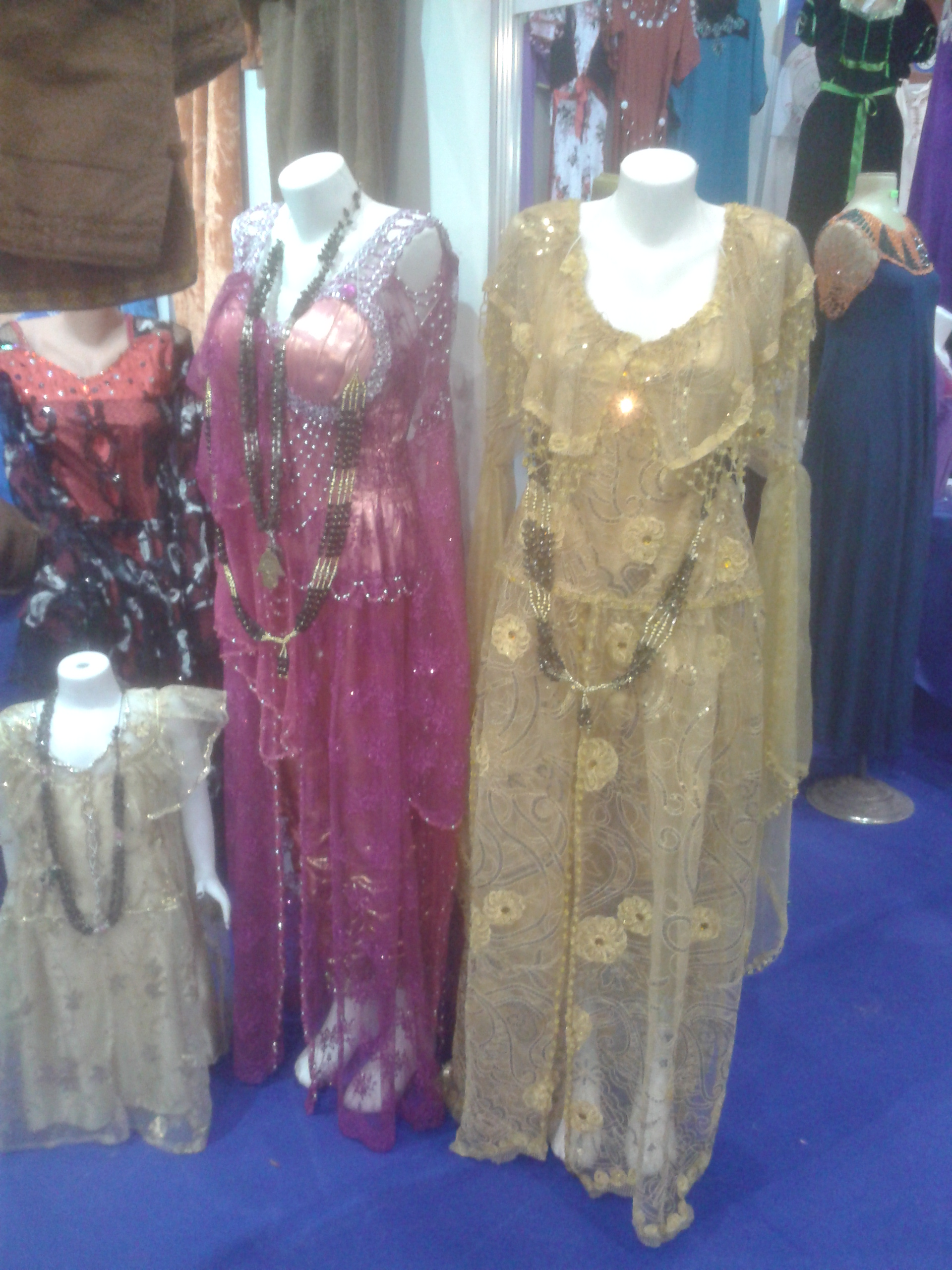
ملابس تقليدية من الجلفة
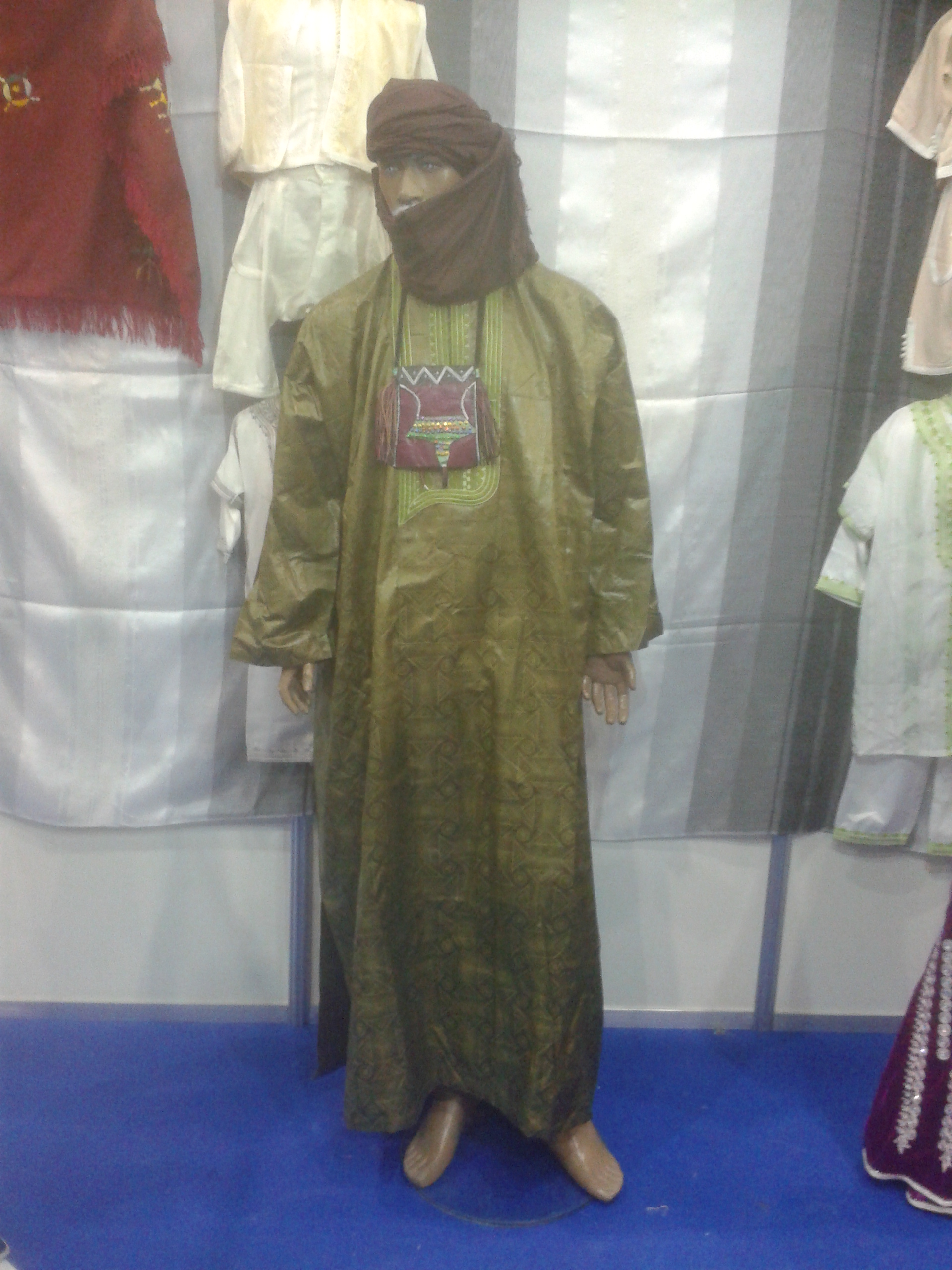
ملابس تقليدية من جنوب الجزائري
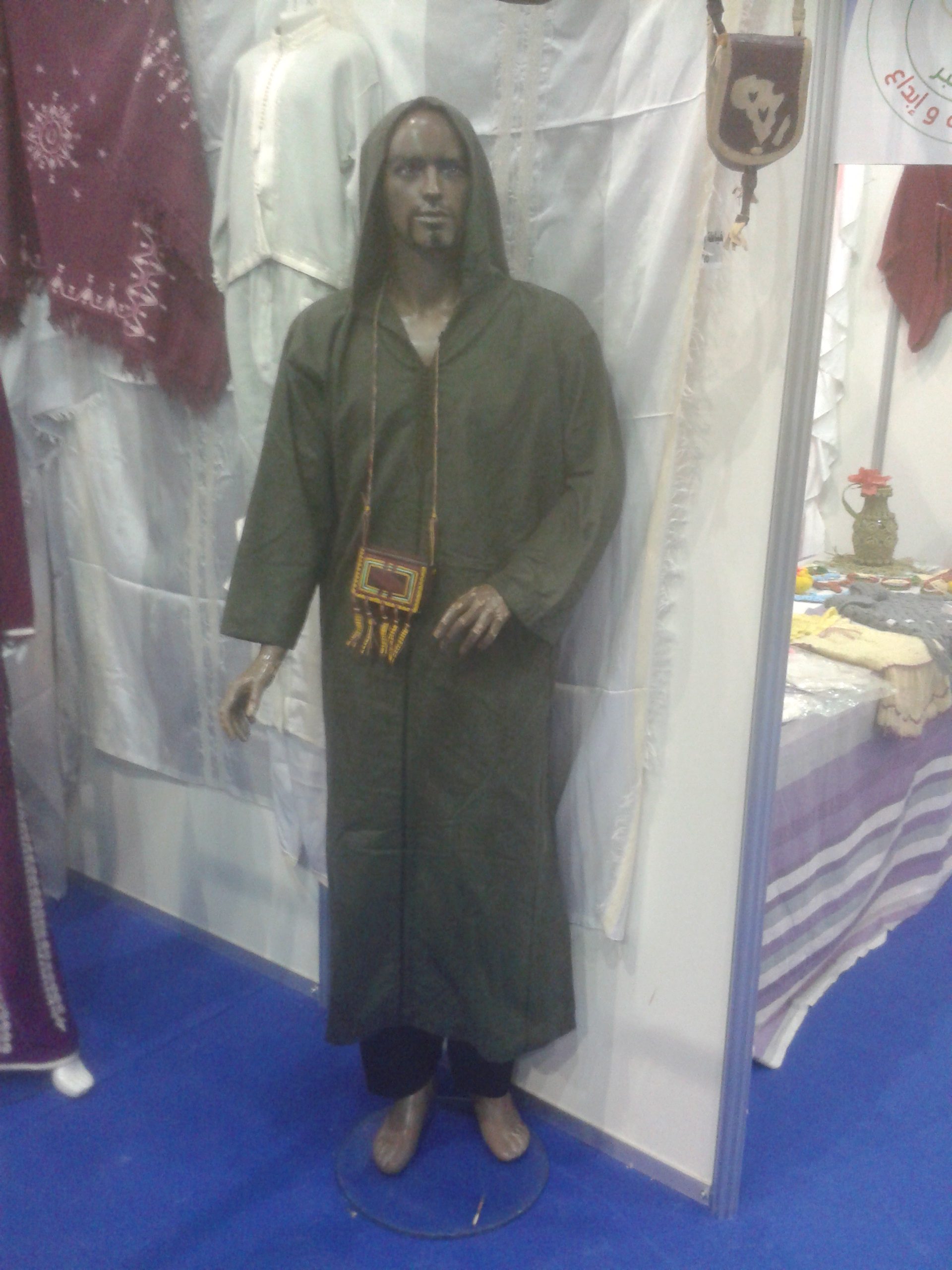
ملابس تقليدية من جنوب الجزائري
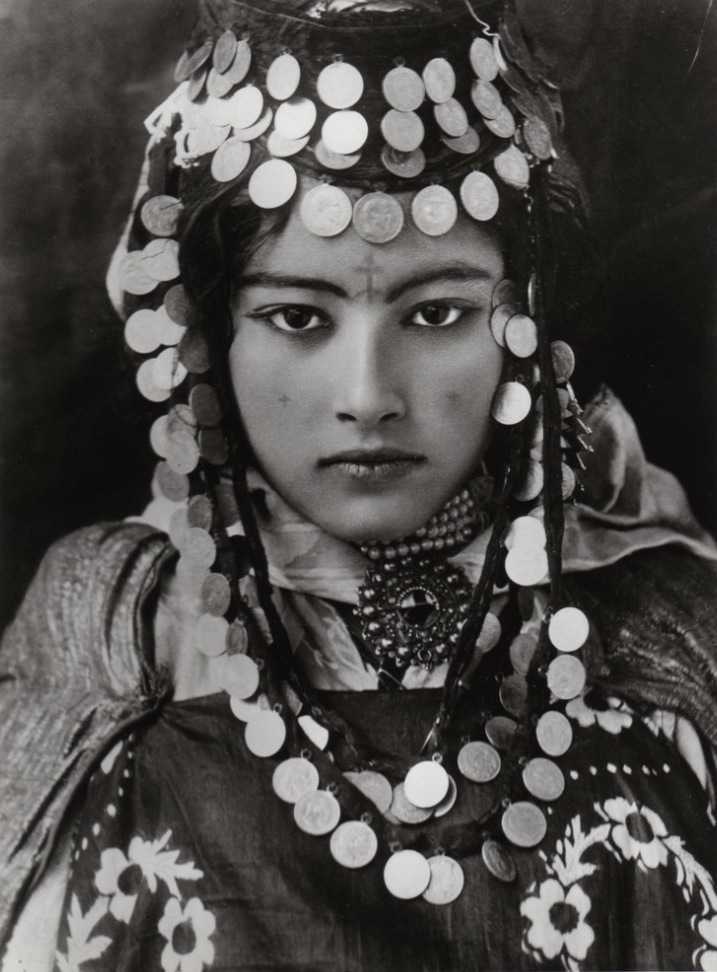
المرأة الجزائرية من ولاد نايل سنة 1905 باللباس التقليدي
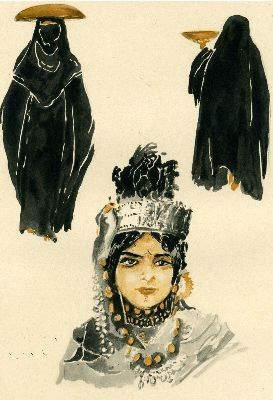
لباس تقليدي ولاد نايل الأغواط
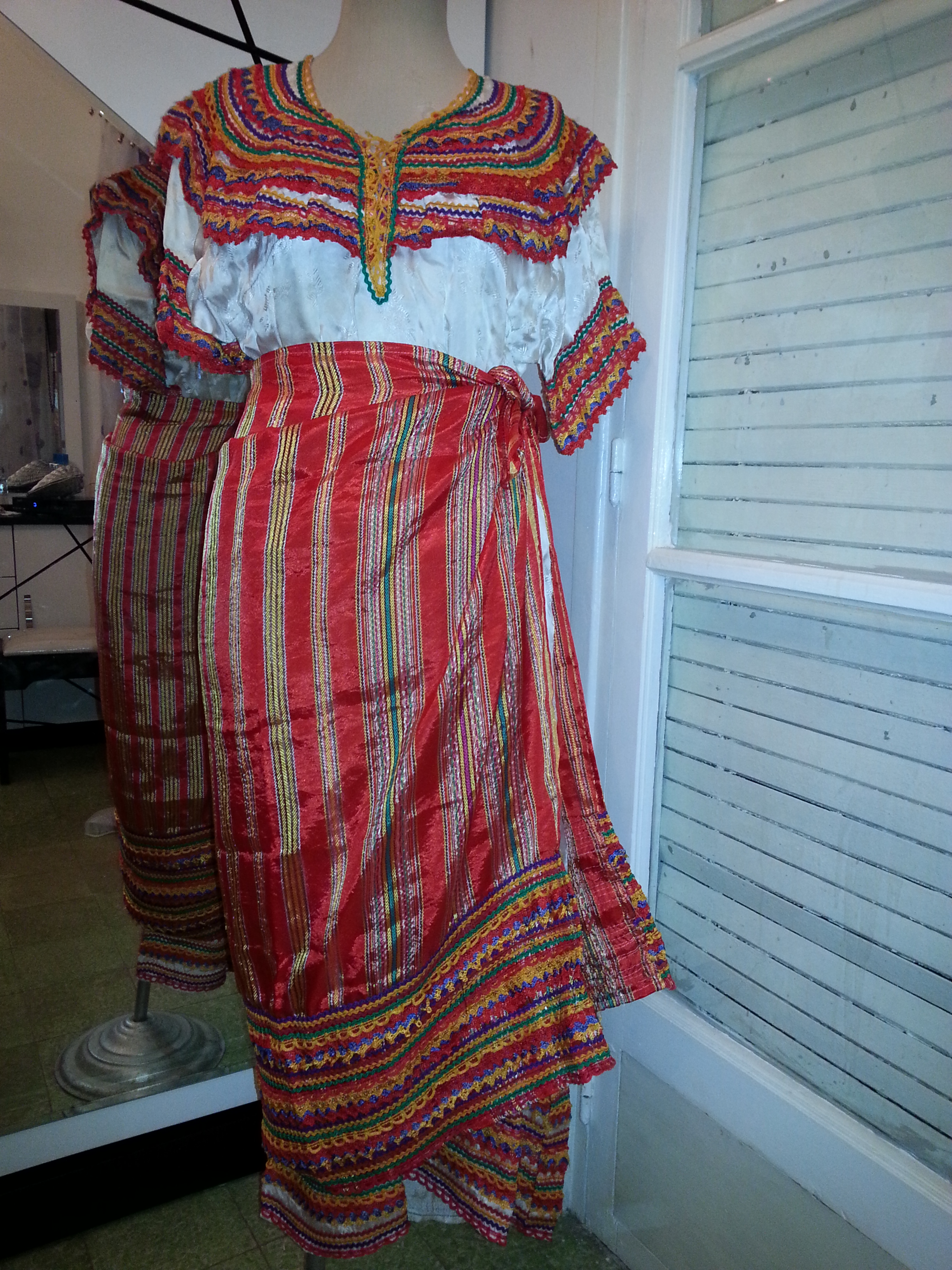
جبة قبائلية